# Villers-Cotterêts
« Cotterêts » redirige ici. Pour la commune d'Occitanie, voir Cauterets.
Pour les articles homonymes, voir Villers.
Villers-Cotterêts (/vi.lɛʁ.kɔ.tʁɛ/) est une commune française située dans le département de l'Aisne, en région culturelle et historique de Picardie, administrative Hauts-de-France. Elle est principalement connue pour l'ordonnance de Villers-Cotterêts, qui fit du français la langue utilisée par la justice. Elle doit aussi sa popularité à la Cité Internationale de la langue française, ouverte en 2023, située au château de Villers-Cotterêts. A proximité de Soissons et Paris, elle fait partie de l'aire d'attraction de Paris.

## Géographie

### Description

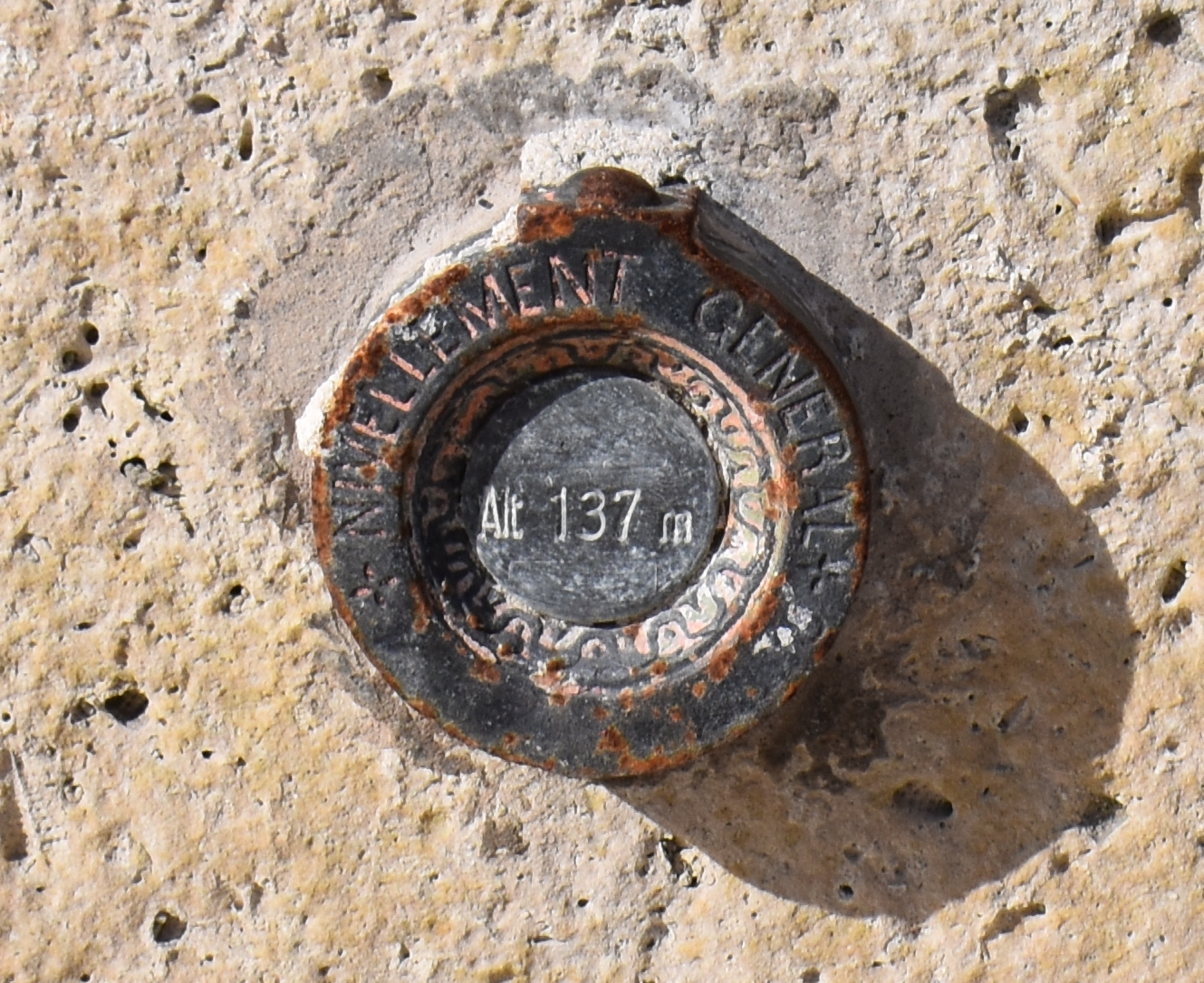
Borne de nivellement sur le mur du château.
Altitude 137 m.

La commune est située au sud du département de l'Aisne, en bordure du département de l'Oise. La forêt domaniale de Retz occupe une bonne moitié de son territoire.
Soissons est à 24 km au nord-est ; l'aéroport Roissy-Charles-de-Gaulle, et Paris, sont respectivement à 54 km et 85 km au sud-ouest.
Le sentier de grande randonnée GR11 ou « Grand Tour De Paris » et le GR 11A passent à Villers-Cotterêts.

### Communes limitrophes
| Largny-sur-Automne                     | Vivières                        | Puiseux-en-Retz  |
| Coyolles                               | Villers-Cotterêts               | Fleury, Dampleux |
| Boursonne et Autheuil-en-Valois (Oise) | La Ferté-Milon, Marolles (Oise) | Oigny-en-Valois  |

### Hydrographie

#### Réseau hydrographique
La commune est située dans le bassin Seine-Normandie. Elle est drainée par l'Automne, le fossé 01 de la commune d'Autheuil-en-Valois, les fossés 01 et 02 de la commune de Villers-Cotterets,,.
L'Automne, d'une longueur de 34 km, prend sa source dans la commune  et se jette  dans l'Oise (rive gauche) à Verberie face à Longueil-Sainte-Marie, après avoir traversé 19 communes.

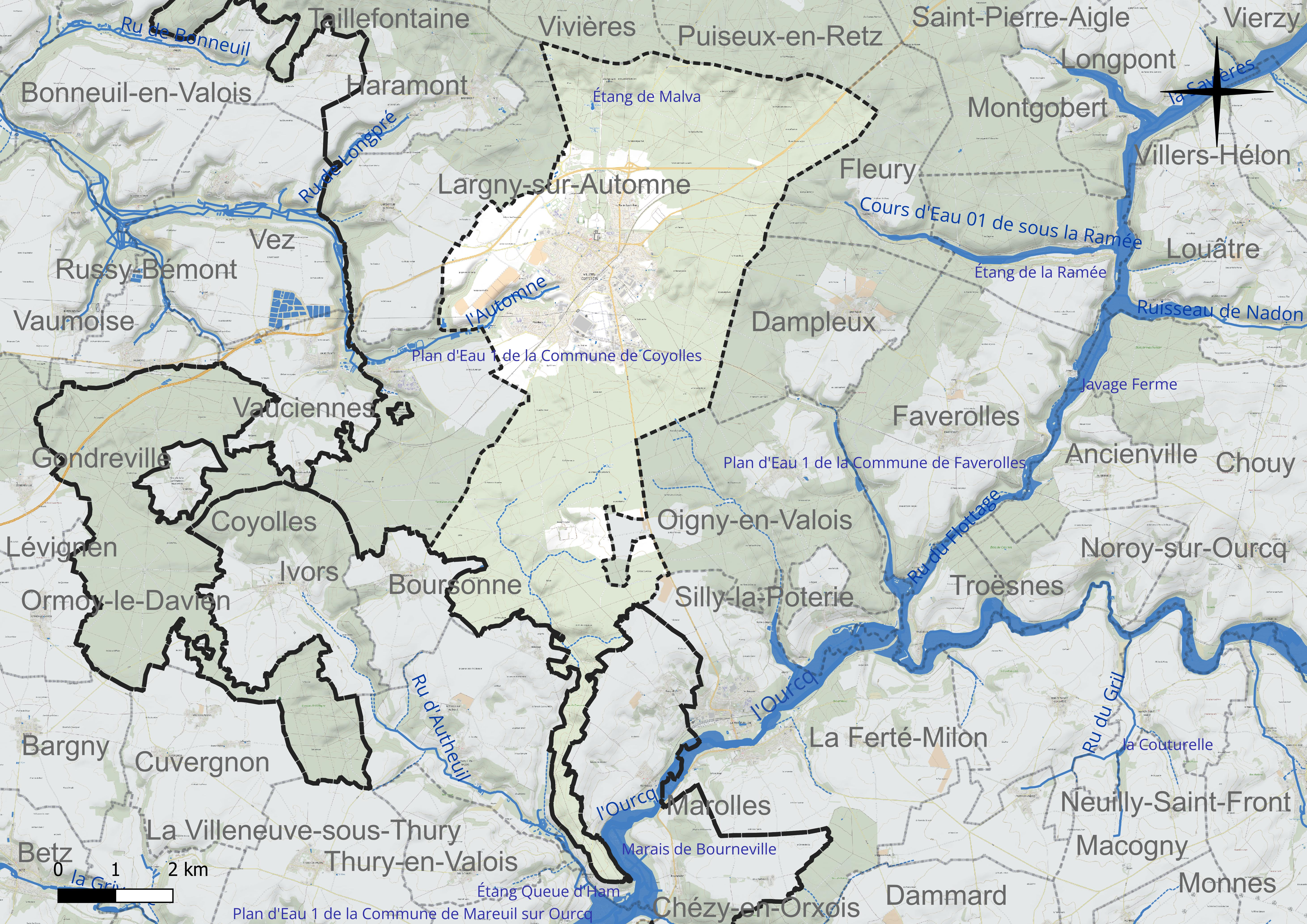
Réseau hydrographique de Villers-Cotterêts.

Deux plans d'eau complètent le réseau hydrographique : le plan d'eau 2 de la commune de Villers-Cotterets (1,1 ha) et l'étang de Malva (0,6 ha),.

#### Gestion et qualité des eaux
Le territoire communal est couvert par le schéma d'aménagement et de gestion des eaux (SAGE) « Automne ». Ce document de planification concerne un territoire de 287 km2 de superficie, délimité par le bassin versant de l'Automne. Le périmètre a été arrêté le 28 mai 1996 et le SAGE proprement dit a été approuvé le 16 décembre 2003 puis révisé le 10 mars 2016. La structure porteuse de l'élaboration et de la mise en œuvre est le syndicat d'aménagement et de gestion des eaux du Bassin Automne (S.A.G.E.B.A).
La qualité des cours d'eau peut être consultée sur un site dédié géré par les agences de l'eau et l'Agence française pour la biodiversité.

## Urbanisme

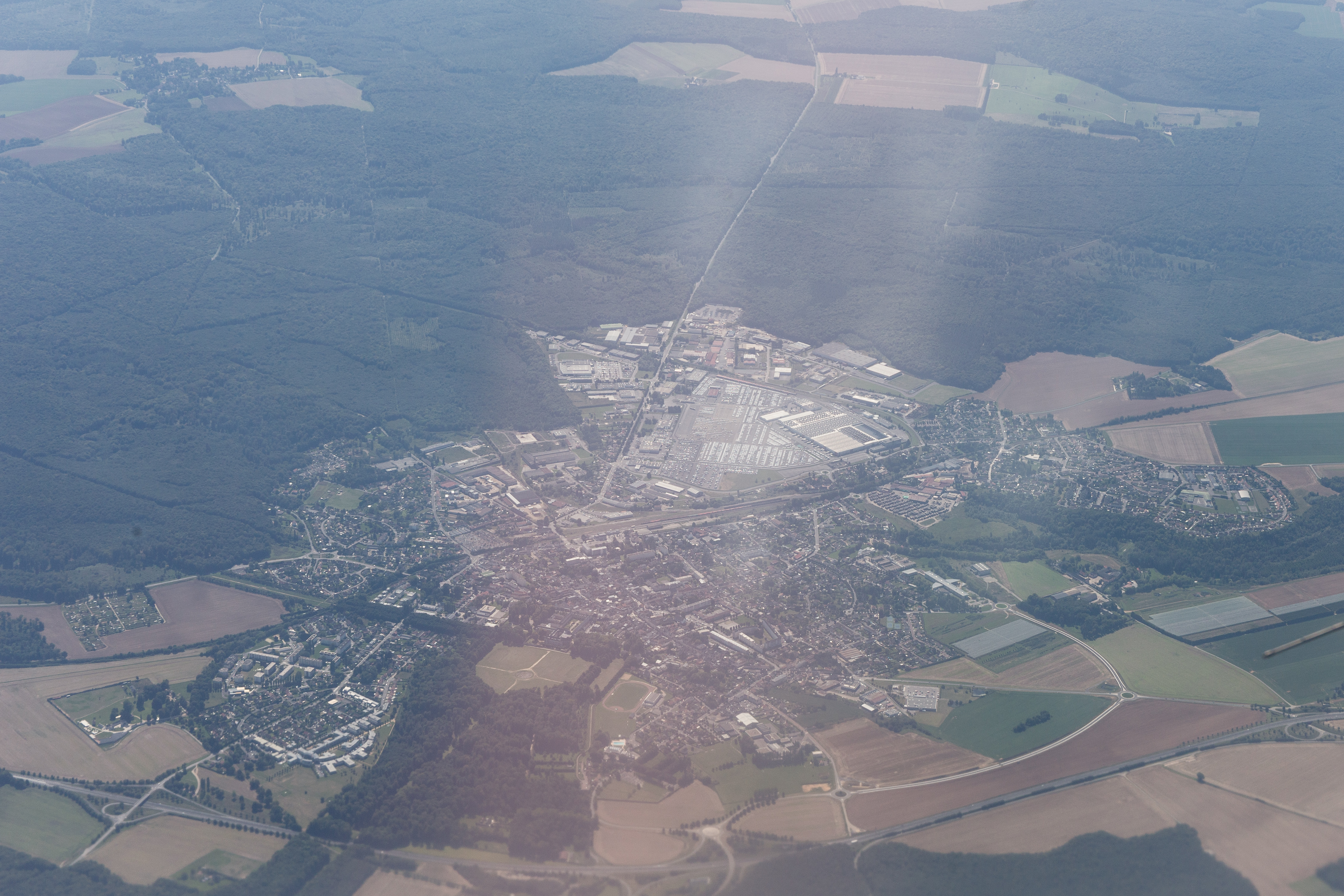
Vue aérienne en 2019.

### Typologie
Au 1er janvier 2024, Villers-Cotterêts est catégorisée centre urbain intermédiaire, selon la nouvelle grille communale de densité à 7 niveaux définie par l'Insee en 2022.
Elle appartient à l'unité urbaine de Villers-Cotterêts, une unité urbaine monocommunale constituant une ville isolée,. Par ailleurs la commune fait partie de l'aire d'attraction de Paris, dont elle est une commune de la couronne,.

### Occupation des sols
L'occupation des sols de la commune, telle qu'elle ressort de la base de données européenne d'occupation biophysique des sols Corine Land Cover (CLC), est marquée par l'importance des forêts et milieux semi-naturels (72,9 % en 2018), une proportion sensiblement équivalente à celle de 1990 (73 %). La répartition détaillée en 2018 est la suivante : 
forêts (70 %), terres arables (11,5 %), zones urbanisées (7,3 %), zones industrielles ou commerciales et réseaux de communication (3,7 %), milieux à végétation arbustive et/ou herbacée (2,9 %), prairies (1,7 %), espaces verts artificialisés, non agricoles (1,3 %), cultures permanentes (0,9 %), zones agricoles hétérogènes (0,7 %).
L'évolution de l'occupation des sols de la commune et de ses infrastructures peut être observée sur les différentes représentations cartographiques du territoire : la carte de Cassini (XVIIIe siècle), la carte d'état-major (1820-1866) et les cartes ou photos aériennes de l'IGN pour la période actuelle (1950 à aujourd'hui).

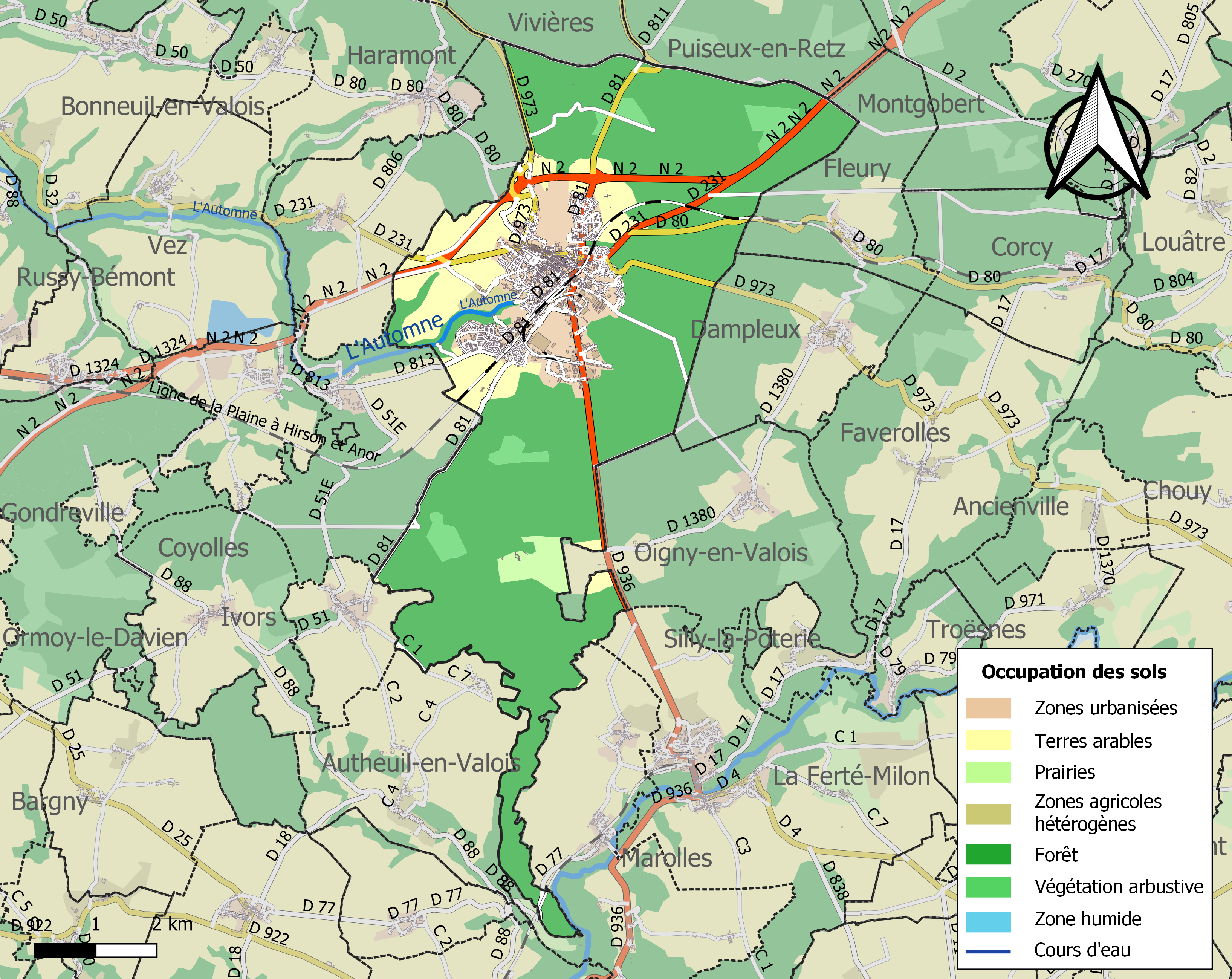
Carte de l'occupation des sols de la commune en 2018 (CLC).

### Morphologie urbaine

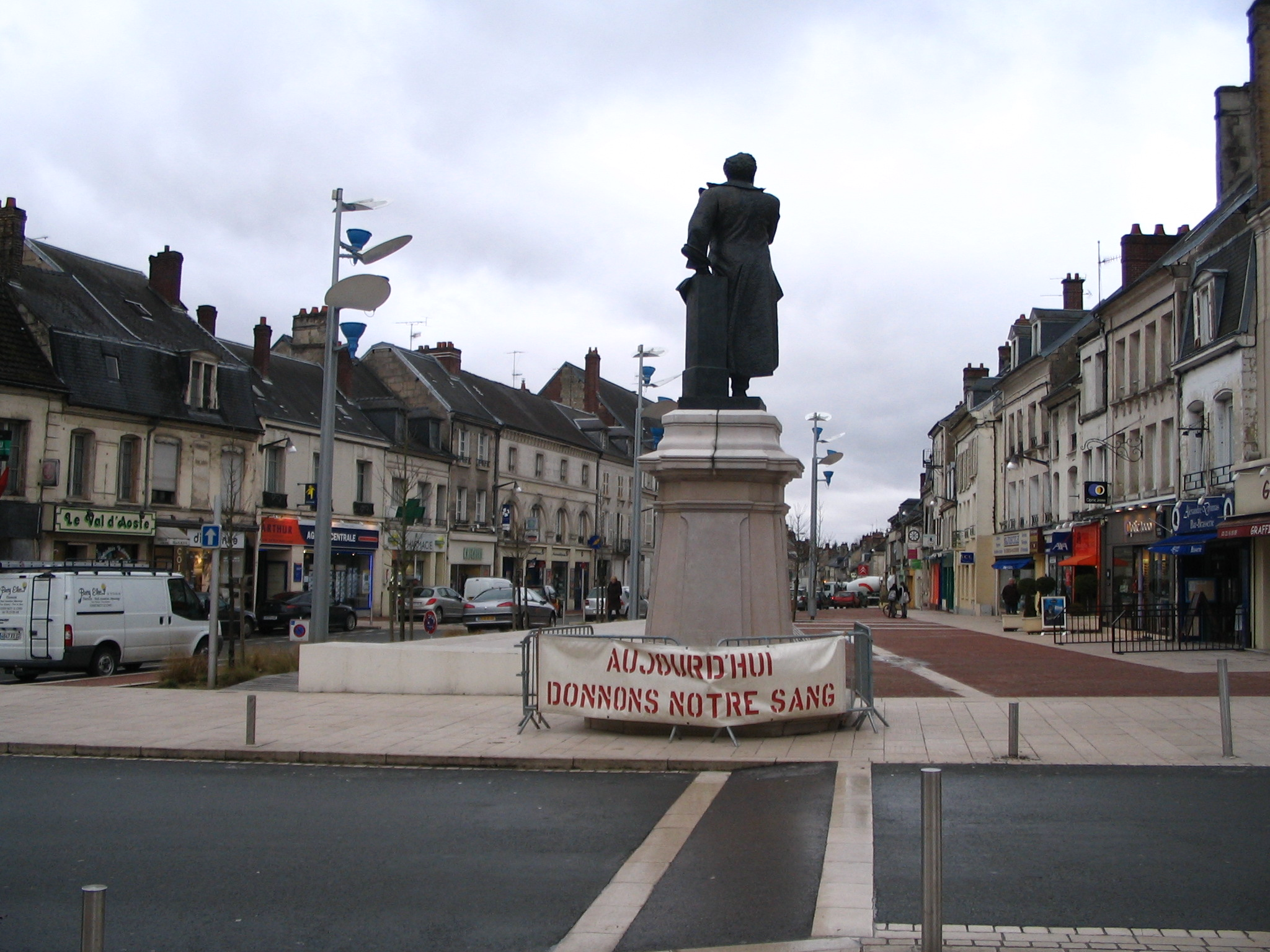
La place du Dr. Jean-Mouflier et la statue d'Alexandre Dumas.

### Lieux-dits et écarts
La Plaine Saint-Rémy, Pisseleux, commune rattachée à Villers-Cotterêts en 1971.

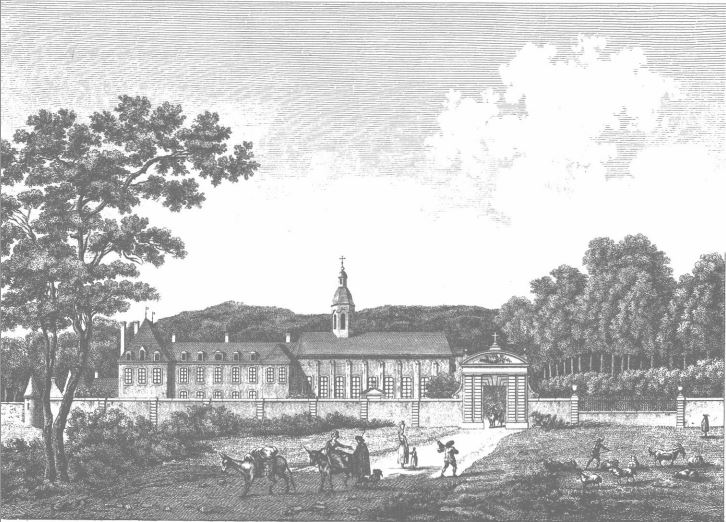
L'abbaye Saint-Remy et Saint-Georges de Villers-Cotterêts au XVIIIe siècle.

### Habitat et logement
En 2019, le nombre total de logements dans la commune était de 5 133, alors qu'il était de 4 978 en 2014 et de 4 473 en 2009.
Parmi ces logements, 90,8 % étaient des résidences principales, 1,1 % des résidences secondaires et 8,1 % des logements vacants. Ces logements étaient pour 45,6 % d'entre eux des maisons individuelles et pour 52,8 % des appartements.
Le tableau ci-dessous présente la typologie des logements à Villers-Cotterêts en 2019 en comparaison avec celle de l'Aisne et de la France entière. Une caractéristique marquante du parc de logements est ainsi une proportion de résidences secondaires et logements occasionnels (1,1 %) inférieure à celle du département (3,5 %) mais supérieure à celle de la France entière (9,7 %). Concernant le statut d'occupation de ces logements, 43,4 % des habitants de la commune sont propriétaires de leur logement (41,8 % en 2014), contre 61,6 % pour l'Aisne et 57,5 pour la France entière.
| Typologie                                               | Villers-Cotterêts | Aisne | France entière |
| ------------------------------------------------------- | ----------------- | ----- | -------------- |
| Résidences principales (en %)                           | 90,8              | 86,5  | 82,1           |
| Résidences secondaires et logements occasionnels (en %) | 1,1               | 3,5   | 9,7            |
| Logements vacants (en %)                                | 8,1               | 9,9   | 8,2            |

### Voies de communication et transports

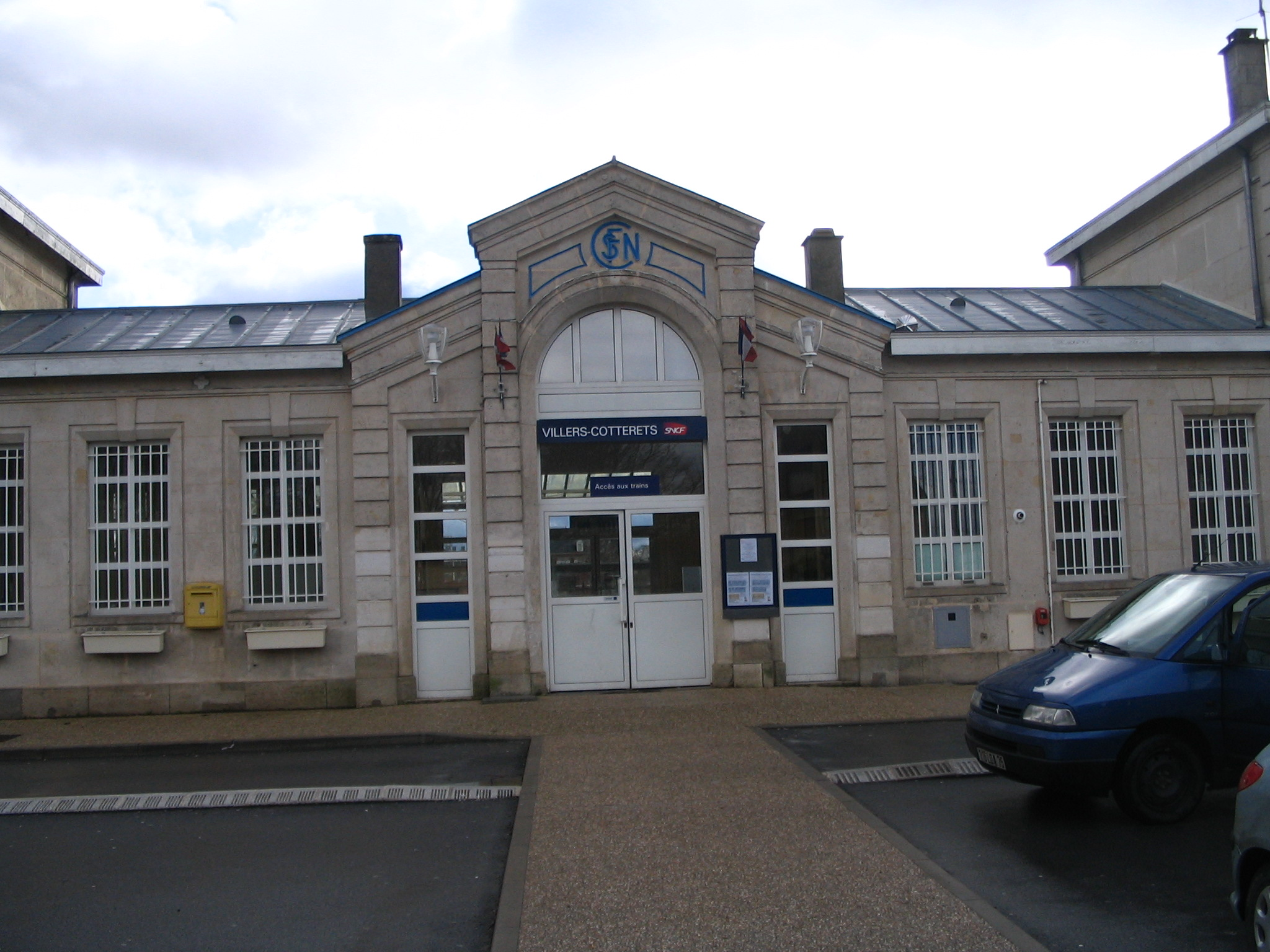
La gare de Villers-Cotterêts.

La route nationale 2 contourne la commune en rocade. Cet axe majoritairement aménagé en 2 × 2 voies permet une liaison fluide vers l'agglomération parisienne d'une part et Soissons d'autre part.
Le tracé initial de l'ancienne route nationale 36 (actuelle RD 936)  relie la ville à Meaux et Melun et le tracé initial de la route nationale 373 (actuelle RD 973)  permet de relier Compiègne et Château-Thierry.
La gare de Villers-Cotterêts est sur la ligne de La Plaine à Hirson et Anor (frontière) desservie par les trains du TER Picardie (Paris - Laon).
Un service de bus Villéo-Retzéo, entièrement accessible aux personnes à mobilité réduite, regroupe 3 lignes urbaines desservant les établissements scolaires au centre-ville et la gare SNCF, ainsi qu'une ligne interurbaine la reliant à La Ferté-Milon. Un service de bus à la demande relie toutes les communes de la communauté de communes.

## Toponymie
Le nom de la localité est attesté sous les formes Vilers-Coldereist (1174) ; Villare-Colderest (1196) ; Viler-Coderest (XIIe siècle) ; Villare-in-collo-Resti (1273) ; Villare-colli-Resti (1276) ; Villiers-Coste-Rest (1328) ; Villiers-Coste-Rez (1330) ; Villers-Coste-Rest (1340) ; Villers-Costeretz (1418) ; Villers-Cotterel (1573) ; Viler-Cotteray (1618) ; Bourg de Villiers-Cotterets (1703) ; Villers-Coterets.

Le Villa, d'où dérive Villers, nous fait savoir qu'un domaine gallo-romain doit être à l'origine de ce territoire au VIe siècle. Il s'y forma un hameau qui porta d'abord le nom de Villers-Saint-Georges en souvenir du prieuré de bénédictins élevé par Saint Valbert.

Cotterêts est issu du mot celte cot « forêt » et du nom « Retia » donné par les romains à la forêt voisine qui s'appelle « la forêt de Retz » attesté sous les formes Boscum de Rest (1239) ; Foresta Resti (1265).

## Histoire

### La ville, le château et l'ordonnance
Une simple clairière de l'immense forêt des Sylvanectes servait de lieu de rassemblement aux plus lointains ancêtres des Cotteréziens qui vivaient le plus souvent à l'abri des grands bois ; les historiens locaux ont pu démontrer que c'est le centre actuel de la ville.

### Moyen Âge
Il faut attendre le VIe siècle pour qu'il soit fait mention d'une métairie, « une villa » entourée de quelques chaumières attribuée par Clovis à l'un de ses lieutenants. En 632, Dagobert chasse dans la forêt ; il y possède un pied-à-terre puis une résidence royale (le palatium) et l'histoire de la ville se confond bien vite avec celle de son château, tout d'abord simple rendez-vous de chasse.
En 715, année de la mort de Dagobert III, plusieurs guerres civiles ont lieu ; une bataille sanglante se déroule dans la forêt de Villers-Cotterêts, appelée à l'époque forêt de la Côte, ou Cuice.
Au IXe siècle, le château c'est la Malemaison (mauvaise demeure) dont les seigneurs sont des brigands qui pillent et rançonnent les voyageurs osant s'aventurer en forêt. Propriété des seigneurs de Crépy, le château est agrandi et embelli en 1165 par Philippe d'Alsace, comte de Flandre, époux d'Elisabeth, fille de Raoul IV.
En 1214, le Comté de Valois est réuni à la Couronne et la Malemaison devient propriété royale puis, en 1284, Philippe III le Hardi le concède à son fils cadet Charles, qui prend le titre de comte de Valois (et sera à l'origine de la branche royale de Valois). Il fait alors rebâtir et orner le château avec une magnificence et un luxe dont parlèrent avec admiration tous les chroniqueurs du temps.
Les années passent, la guerre de Cent Ans ravage le Valois et le Chastel de Villers-Cotterêts qui restera désert pendant de longues années. Après son accession au trône de France en 1498, Louis XII donne le Valois à son jeune cousin (et futur gendre) François d'Angoulême, à charge pour lui de rétablir le Chastel de Villers-Cotterêts. Mais François n'a pas encore cinq ans et ce n'est qu'en 1506 qu'il viendra pour la première fois chasser avec le roi à Villers-Cotterêts.

### Temps modernes
Monté sur le trône en 1515, François Ier fait renaître le duché de Valois qui surpasse alors son ancienne splendeur. Le roi aime la chasse et le chroniqueur nous dit que « Françoys s'estudia pour le plaisir de la chasse à faire recoustrer, rebastir et accommoder le château de Villers-Cotterêts » (Bergeron – Le Valois Royal).
De 1530 à 1535, le roi lui-même veille à la rapidité des travaux. À cette époque, Villers-Cotterêts n'est encore qu'un village dont la population s'est accrue, pendant la guerre de Cent Ans, des réfugiés de Crépy, Pierrefonds et Vivières. On peut dire sans crainte que la ville actuelle doit son origine à François Ier, car les fréquents voyages de ce souverain, avec toute sa suite, amenèrent une foule de marchands, d'aubergistes et d'artisans qui s'établirent près du château dans des maisons élevées le long de la route, et il fallut bien loger et nourrir les ouvriers nombreux, occupés à la construction de l'édifice.
En 1535, le château est terminé. Des réunions fastueuses y sont organisées, des fêtes littéraires, avec François Rabelais et Clément Marot.
En août 1539, François Ier y signe l'« ordonnance de Villers-Cotterêts », qui ordonne d'utiliser le français de langue d'oïl à la place du latin pour les actes notariaux et judiciaires.
Henri II succède à son père en 1547 et fait entreprendre au château d'importants travaux dirigés par Philibert Delorme. Des fêtes splendides et galantes marquent l'inauguration des restaurations et nouvelles constructions (dont une orangerie et un amphithéâtre). Diane de Poitiers, la maîtresse du roi, y maintient la « Petite bande des Dames de la Cour » et c'est à cette époque que l'on situe l'origine du fameux dicton « s'amuser comme à Villers-Cotterêts ». Le jeu du lancer de renard y était en effet très en vogue.
Les rois et princes de France feront de fréquents séjours à Villers-Cotterêts, mais le château, mal entretenu, et finalement délaissé, sera, une fois encore, la proie de pillards en 1636, pendant la « Guerre des Malcontents » qui ravage le Valois.
En 1661, Louis XIV donne le duché de Valois en apanage à son frère unique, Philippe de France, duc d'Orléans. Dès lors, la cité va revivre. De grands travaux sont effectués au château, et le parc est aménagé sous la direction d'André Le Nôtre.

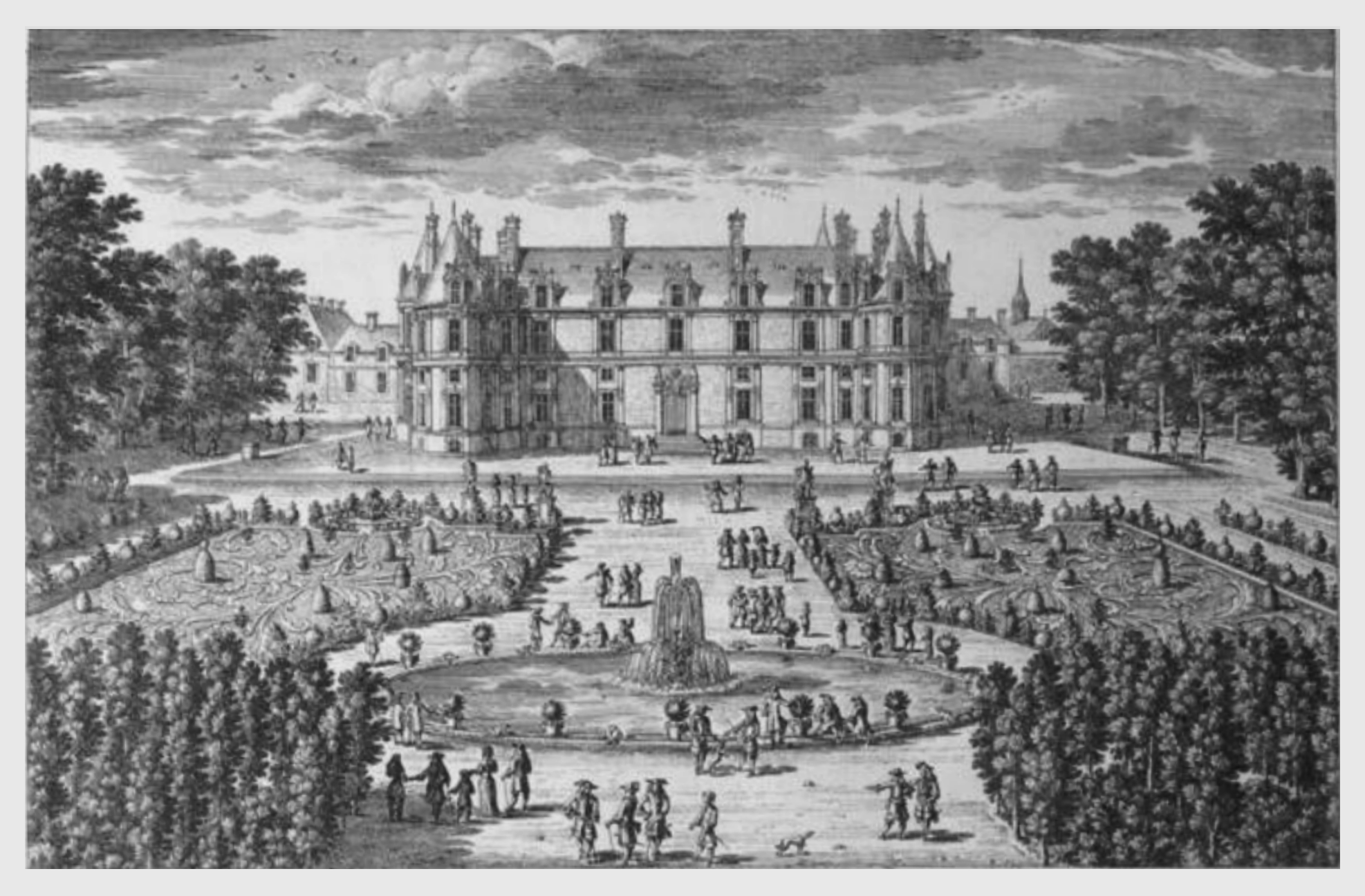
Le château en 1670, dessiné par Adam Perelle.

Dans le même temps, la ville se développe ; il s'y crée un hôpital de charité, et un collège. La création du bailliage de Villers-Cotterêts, en 1703 donnera encore plus d'importance à la cité, lieu de commerce très fréquenté, ayant un siège de maîtrise des Eaux et Forêts.
En 1671, l'abbaye de Clairfontaine (près de La Capelle) de l'ordre Prémontré, dont les installations initiales avaient été ruinées par un incendie, se déplace à Villers-Cotterêts avec l'agrément de Philippe d'Orléans, ainsi que la protection particulière de l'évêque de Soissons et du roi. Ce transfert est confirmé en 1676 par une bulle du pape Innocent XI, à condition que la cure ne serait unie à la communauté des Prémontrés qu'après la mort du curé séculier de la paroisse Saint-Nicolas de Villers-Cotterêts. En avril 1758, Dom Richard est nommé prieur de l'abbaye et entreprend la construction d'un nouvel « hôtel abbatial » vaste et à l'architecture recherchée, qui est devenu en 1795 la mairie de Villers-Cotterêts.
Dans le dernier quart du XVIIIe siècle, la ville qui est le chef-lieu du duché de Valois a alors pour titulaire Louis-Philippe d'Orléans (1773-1850). Son père, Louis-Philippe-Joseph d'Orléans, le futur Philippe Égalité (1747-1793), est duc de Chartres, et son grand-père, Louis-Philippe d'Orléans (1725-1785), duc d'Orléans. C'est celui-ci qui offre, en 1772-1773, sa protection à Hugues Duhaut, fondateur d'une verrerie à Villers-Cotterêts.

### Révolution française et Empire
La Révolution française marque la fin de l'apanage des Orléans et de la gloire du château. Manquant de peu d'être vendu comme bien national, il est, en 1806, transformé en dépôt de mendicité pour le département de la Seine.
L'abbaye Saint-Remy et Saint-Georges est fermée en 1791 et démolie. L'abbaye des Prémontrés est également fermée, une partie vendue et, début 1795 l'administration des eaux et forêts, la mairie et la justice de paix s'installent dans la partie des bâtiments que la mairie occupe toujours. Néanmoins, le concordat de 1801 rend aux communes les presbytères pour y loger leurs curés. Le doyen de Villers-Cotterêts habite le premier étage du logis abbatial des Prémontrés ; il jouit également de la cave de l'abbaye, de son bûcher et loue le jardin et la basse-cour. Il les quitte vers  1840 pour habiter dans un confortable pavillon situé près de l'église et construit par M. Duez, entrepreneur à Villers-Cotterêts.
En 1814, des combats sont livrés à proximité par les armées étrangères marchant sur Paris pendant la campagne de France.

### Époque contemporaine
En 1839, la ligne de Villers-Cotterets au Port aux Perches est mise en service, une des premières lignes de chemin de fer françaises, destinée à faciliter l'acheminement de la production industrielle de la ville ainsi que des produits forestiers de la forêt de Retz vers la capitale, via Port-aux-Perches et l'Ourcq alors en cours de canalisation. La compagnie concessionnaire ne parvient pas à rentabiliser son investissement, après un premier changement d'exploitant en 1842, la vend en 1867 à la compagnie des chemins de fer du Nord, dont c'est la plus ancienne des lignes et qui l'exploite sans locomotives, l'acheminement des rames chargées s'opérant par la gravité, et les rames vides étant en partie remorquées par des chevaux.

#### Le dépôt de mendicité de la Seine et la maison de retraite FrançoisIer

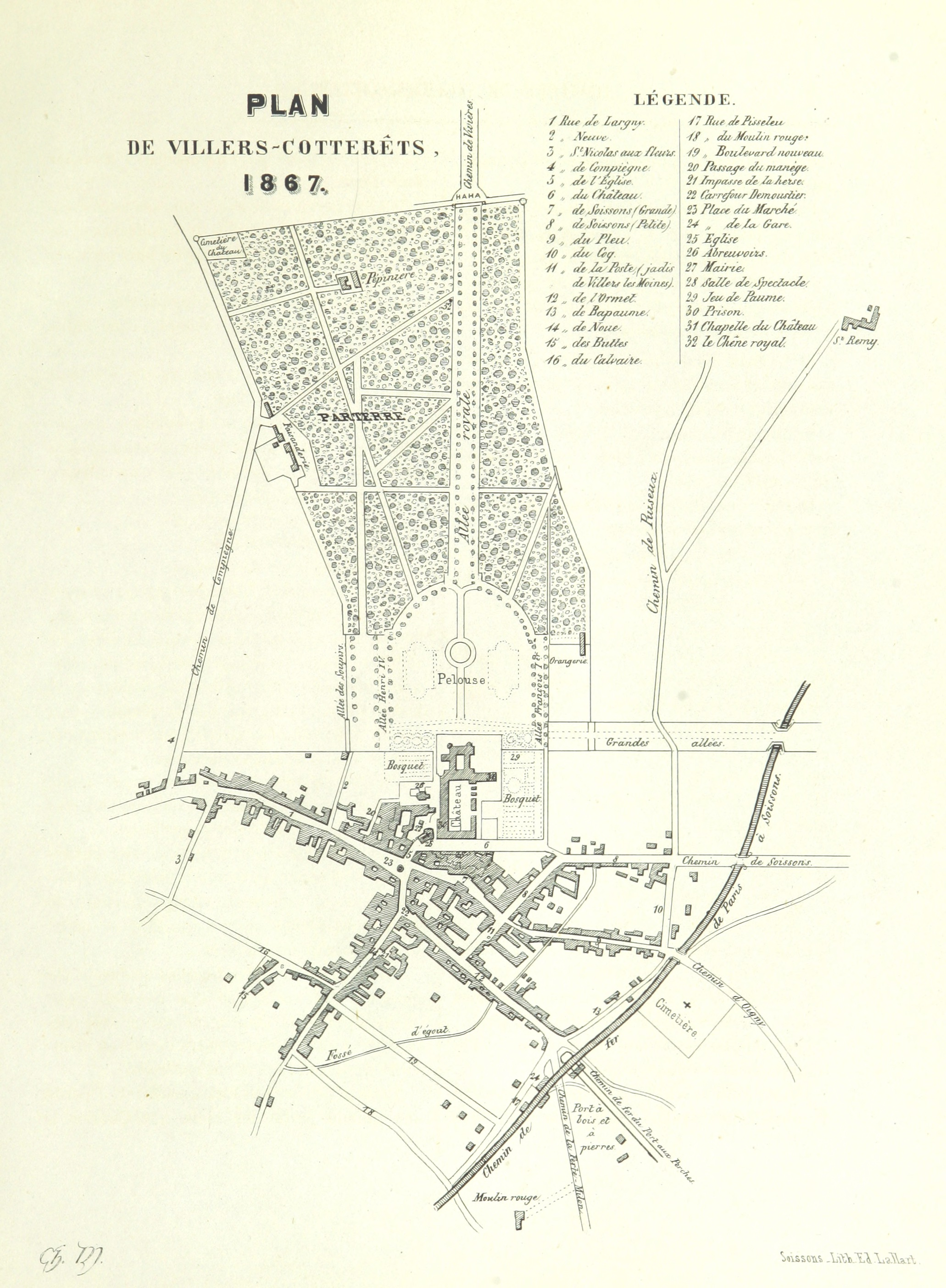
Villers-Cotterêts en 1867.

Le château royal est dès lors  consacré à l'hébergement de Parisiens en difficulté.
Deux dépôts de mendicité ont coexisté pour Paris : la maison de répression de Saint-Denis (Seine-Saint-Denis), et Villers-Cotterêts. Ils accueillent chacun un millier de reclus parisiens. Dans l'Aisne, la vocation disciplinaire de l'établissement s'amenuise au fil du XIXe siècle : à partir des années 1825, le travail en atelier permet au reclus de cumuler un pécule qui peut être dépensé à l'occasion d'une sortie hebdomadaire, le château s'équipe d'une bibliothèque conséquente (ce qui s'est généralisé plus tardivement dans le milieu purement carcéral). Enfin, avec la baisse de la proportion de pensionnaires valides réduite à un cinquième des effectifs en 1871, la vocation de réintégration voulue par le dépôt de mendicité perd de plus en plus de son sens. Dans ses dernières décennies, le dépôt de Villers-Cotterêts héberge des mendiants infirmes : des vieillards et des « incurables ». Le taux de mortalité élevé (10 800 décès pour 23 000 entrées de 1808 à 1877), la hausse de l'âge moyen d'admission et le fait que le coût du cercueil était automatiquement prélevé sur le pécule accumulé par le reclus, contribuent à préfigurer la maison de retraite qui succède au dépôt en 1889. Elle a pour vocation l'hébergement des « vieillards-indigents » de Paris.
Seule maison de retraite gérée par la préfecture de police, l'établissement de Villers-Cotterêts prend place dans le cadre de la réorganisation des institutions d'assistance parisienne sous la Troisième République : la maison accueille des personnes très pauvres, à partir de 70 ans, sans casier judiciaire et indésirables dans les hospices classiques de l'Assistance publique. Les personnes âgées sans-abri au passé carcéral sont dirigés vers la maison départementale de Nanterre qui succède au dépôt de Saint-Denis en 1887. Un système d'admission en parallèle permet d'accueillir des personnes dès l'âge de 40 ans qui sont hébergés comme « travailleurs auxiliaires » : en fournissant un travail en contrepartie de l'hébergement, le château ressemble aussi à un asile-ouvroir.
En 1862, la  compagnie des chemins de fer du Nord met en service la gare de Villers-Cotterêts, sur la ligne de La Plaine à Hirson et Anor (frontière). Elle est également reliée à partir de 1884 à Compiègne et la Ferté-Milon par la ligne de Rethondes à La Ferté-Milon, facilitant les déplacements des personnes et le transport des marchandises de et vers la ville.

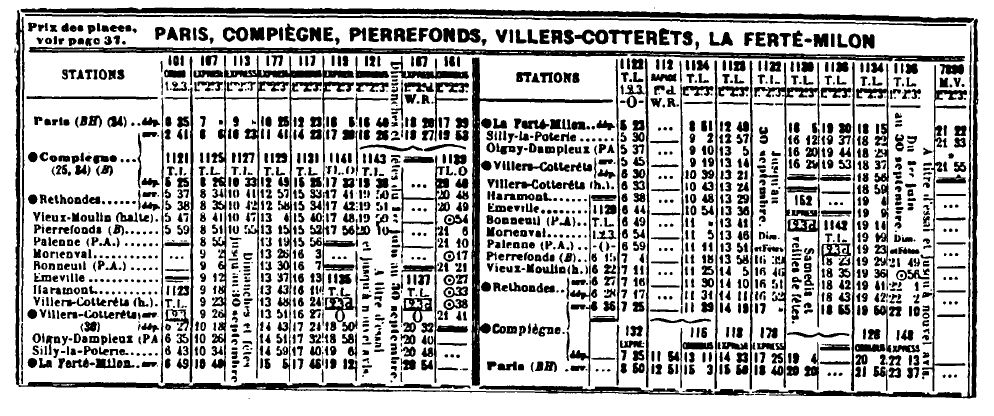
Horaires des trains entre Compiègne et La Ferté-Milon en mai 1914.

#### Guerre franco-allemande de 1870
La ville est occupée de longs mois pendant la guerre franco-allemande de 1870 et en 1871.

#### De la guerre de 1870 à celle de 1914-1918

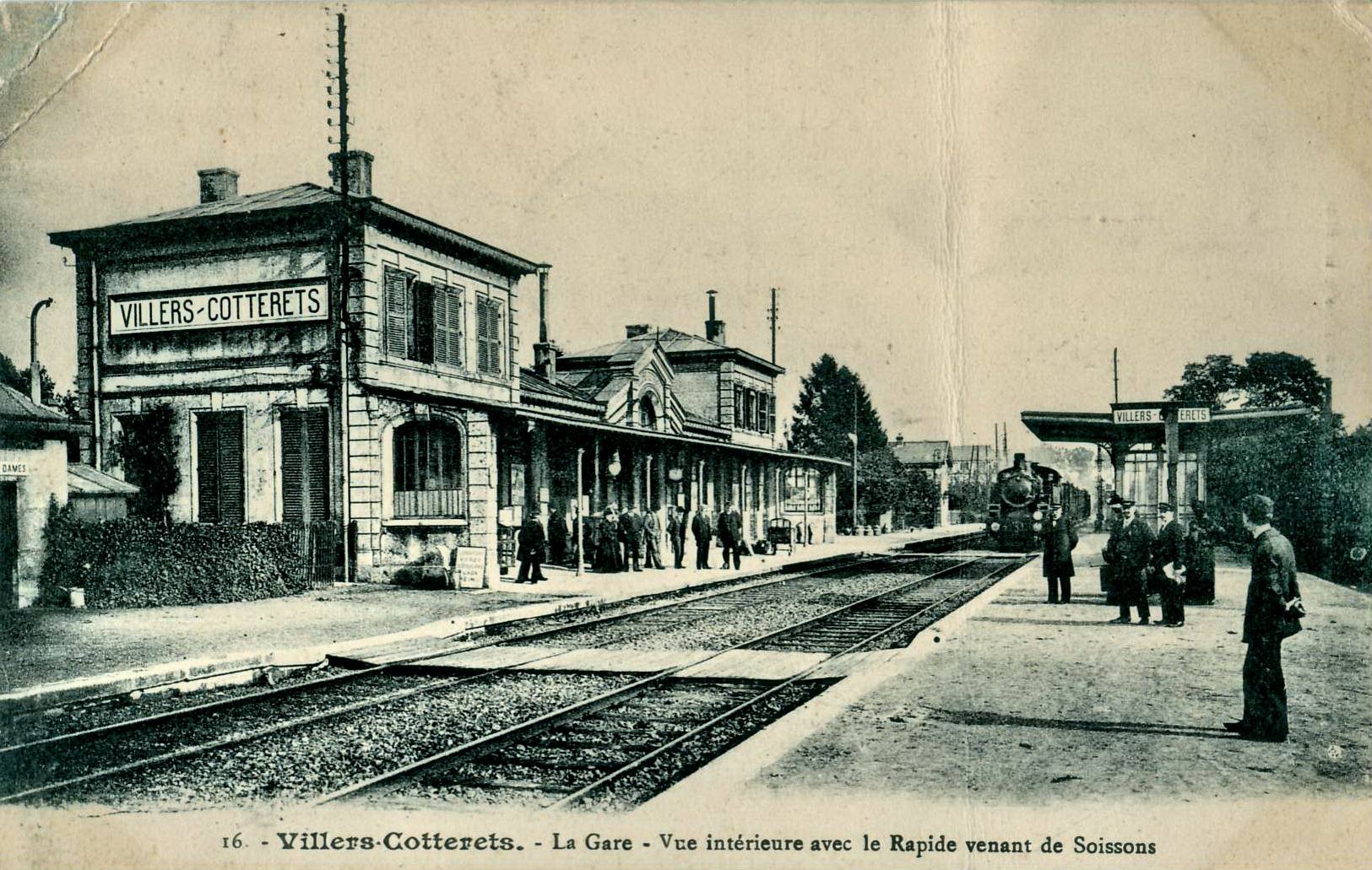
La gare au tout début du XXe siècle.

Au début du XXe siècle, la maison de retraite acquiert un certain prestige parmi les établissements médico-sociaux parisiens : elle accueille près de 1 800 pensionnaires et est à la pointe du confort de son époque (chauffage central, électricité, distribution d'eau, réseau d'égouts, premier raccordement téléphonique à Villers-Cotterêts).
Récompensée à l'Exposition Universelle de 1900 dans la catégorie des œuvres d'assistance (Groupe XVI, classe 112), elle reçoit en grande pompe la visite du président de la République Félix Faure en 1898, du préfet de police de Paris Louis Lépine en 1909 ainsi que du président du Conseil Raymond Poincaré en 1923. Dans le discours des élites, le détournement d'un palais royal en un établissement social est perçu comme une revanche de la République sur la royauté, à l'image de la salle du jeu de paume construite par Louis Philippe d'Orléans (1725-1785), divisée par des planchers et transformée en dortoirs (futur EHPAD).

#### Première Guerre mondiale

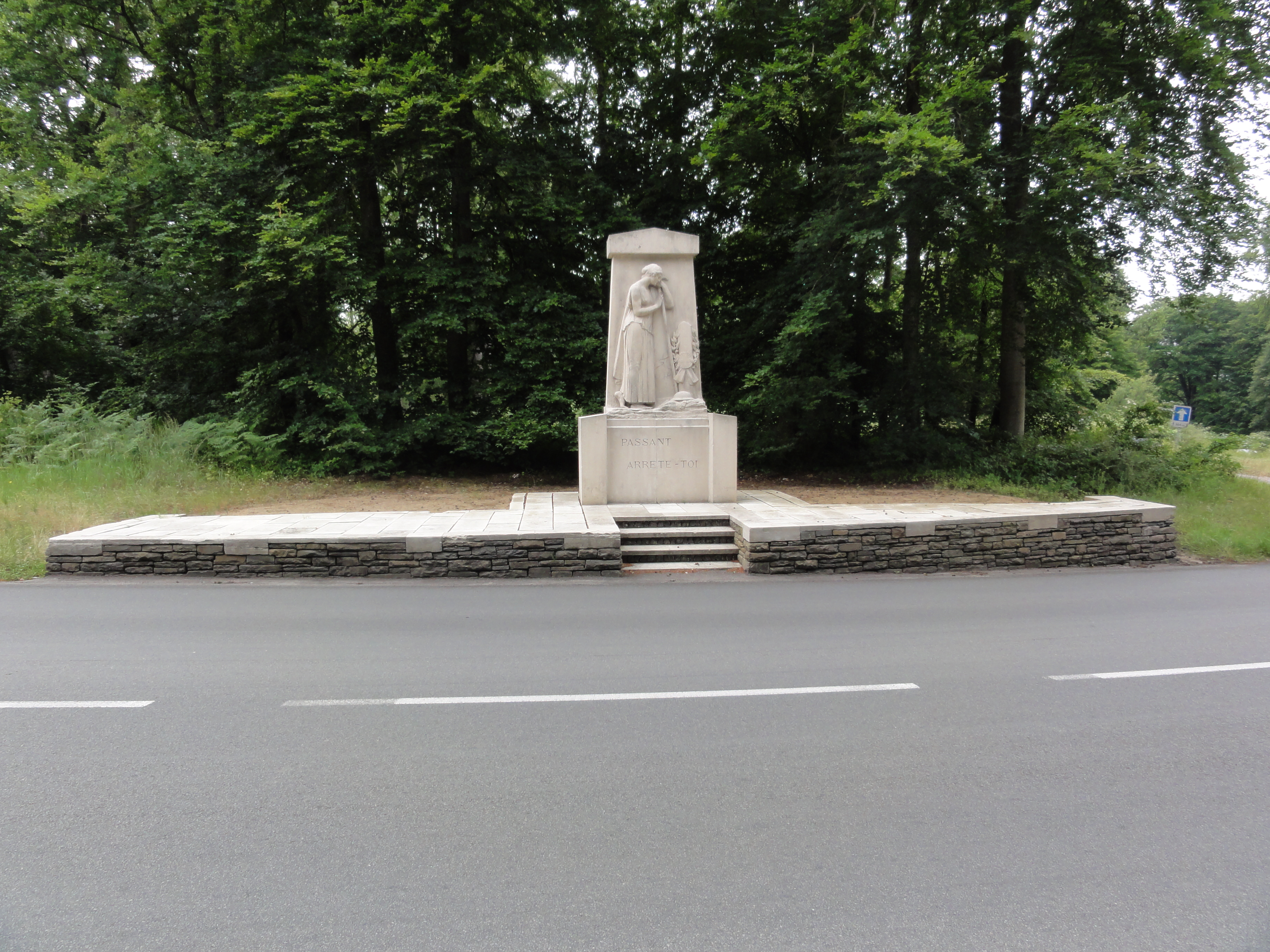
Mémorial du cimetière des Gardes à Villers-Cotterêts.

La Première Guerre mondiale a marqué toute la région, ainsi qu'en attestent de nombreux monuments commémoratifs. En 1915, l'armée française investit le château pour y installer un hôpital militaire, les pensionnaires de la maison de retraite sont alors dirigés sur Nanterre. L'offensive allemande de 1918 a particulièrement touché la ville : les murs du château, criblés d'impacts d'obus, témoignent de la violence des bombardements.
D'août 1917 à mai 1918, la ville accueille l'hôpital bénévole n°1 bis de 300 lits, organisé par le mouvement des suffragettes écossaises, les « dames écossaises » du Scottish Women's Hospital (SWH) dans des baraques implantées en bordure de la voie ferrée de Soissons, placé sous la direction de Miss Ivens (chief medical officer) et qui constitue un service de répartition des évacuations au profit du centre hospitalier de Villers-Cotterêts, porté à 2 242 lits. Il est évacué lors de l'offensive du Printemps des Allemands le 27 mai 1918.
C'est de la forêt de Villers-Cotterêts que débute la contre-offensive victorieuse du 18 juillet 1918.
Durant la guerre, la ligne de Rethondes à La Ferté-Milon, proche de la zone des combats, achemine principalement soldats et matériels. La liaison civile se limite à un aller-retour quotidien. La vocation stratégique dure jusqu'à l'armistice de 1918
Durant la guerre, Villers-Cotterêts a subi des destructions et a  été décoré de la Croix de guerre 1914-1918, le 19 avril 1921.

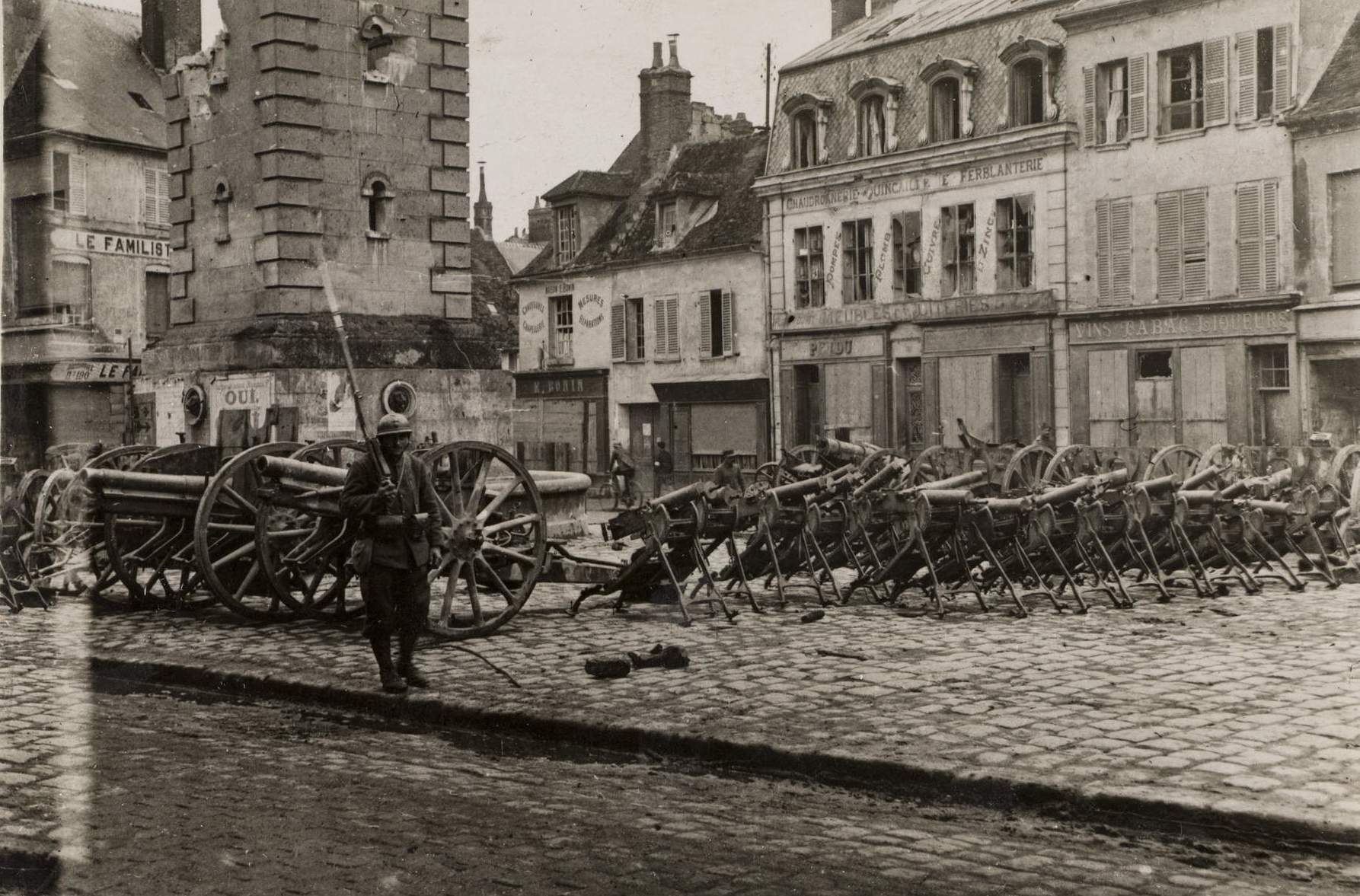
Sur la place de Villers-Cotterets. Canons et mitrailleuses capturés aux Allemands dans la dernière bataille de l'Aisne. Photographie de Pierre Lafond, université de Caen.
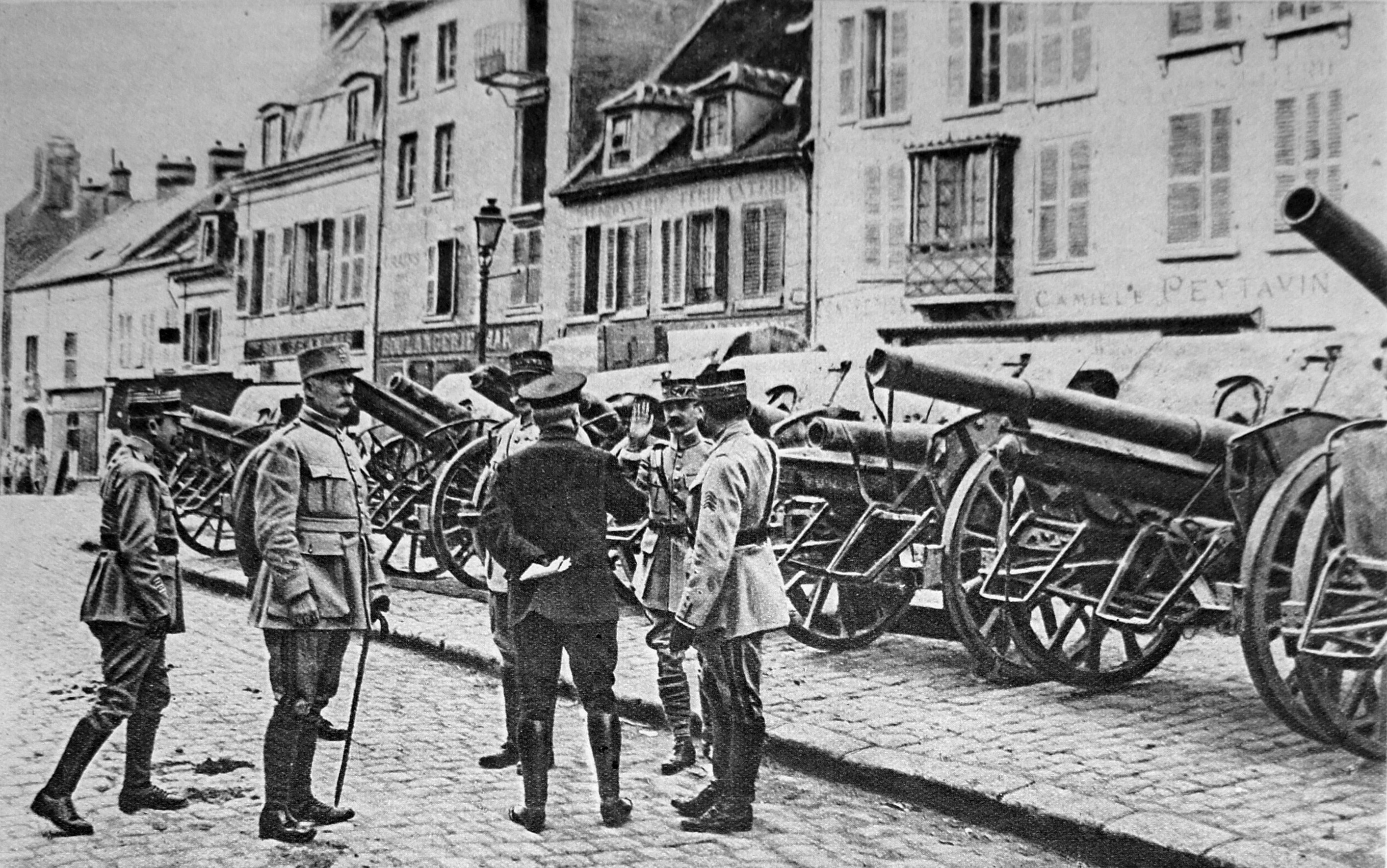
Les généraux Henri Joseph Eugène Gouraud, Henri Berthelot et le président Raymond Poincaré examinant des canons pris à l'ennemi. Le Miroir N° 247, 1915.
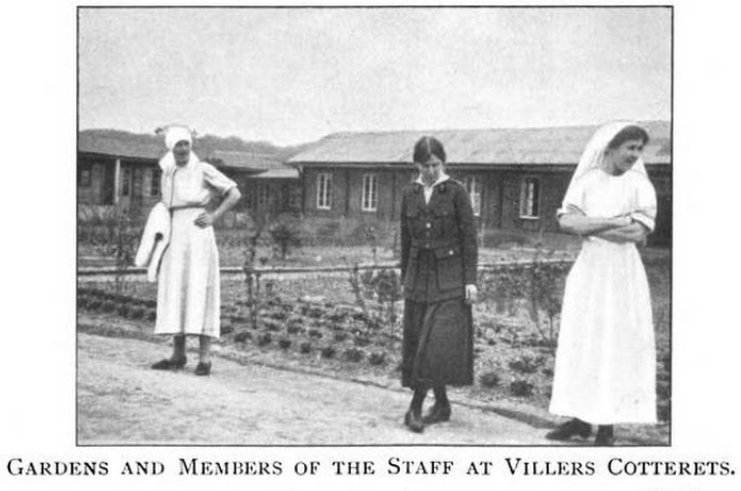
Personnel de l'hôpital des  « dames écossaises ».
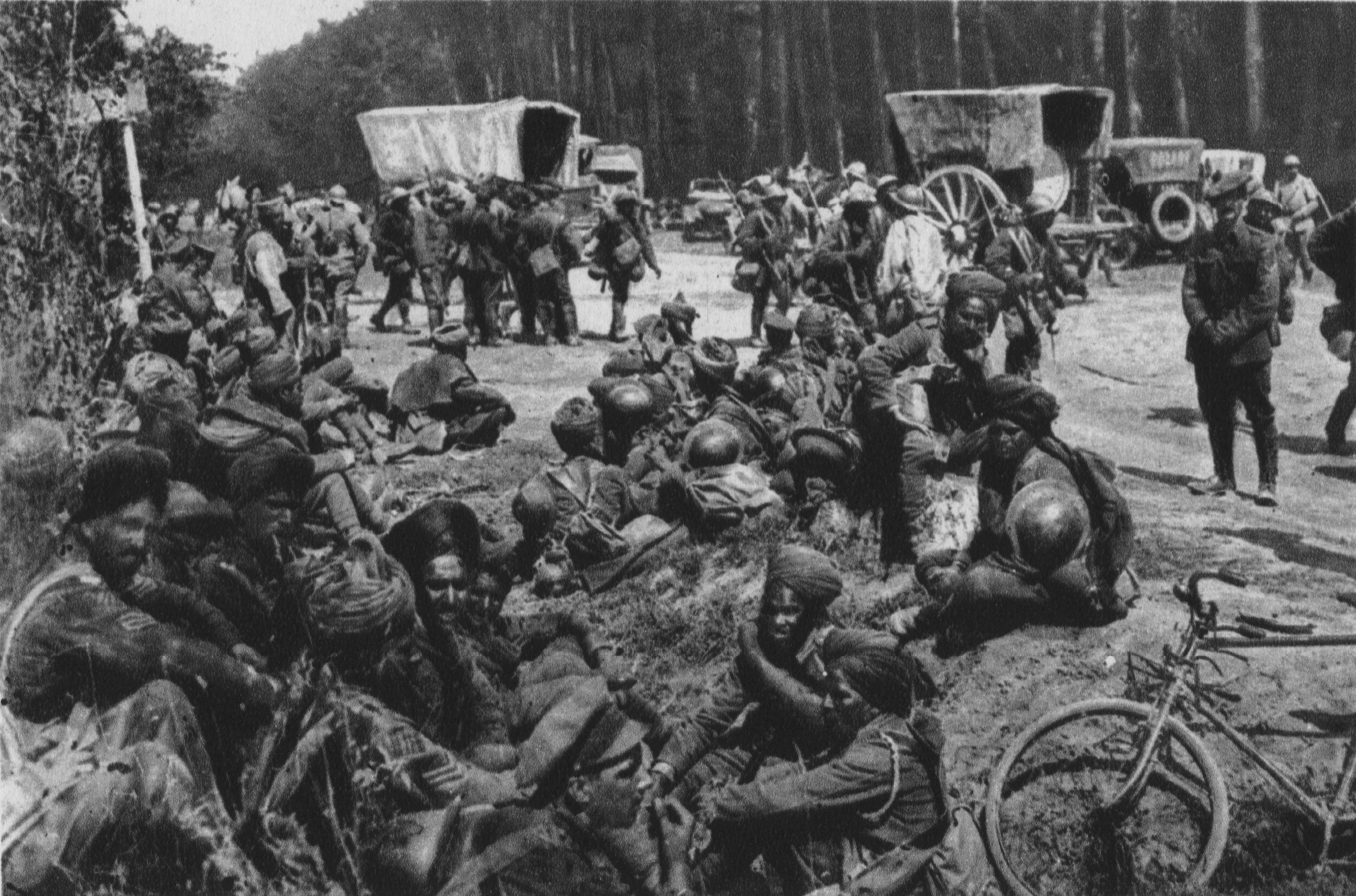
Tirailleurs sénégalais et armée indienne britannique en forêt de Villers-Cotterêts après la contre-offensive du 18 juillet 1918. Der Weltkrieg im Bild.

#### Seconde Guerre mondiale
Durant la Seconde Guerre mondiale, plus de la moitié des maisons sont touchées par des bombardements. Dès mai 1940, le château devient le siège d'une kommandantur. Peu avant l'arrivée des Allemands, une partie des pensionnaires de la maison de retraite est transférée en urgence dans une bourgade du Sud-Ouest, Aiguillon. Abandonnés par une administration parisienne en situation de désorganisation complète, dans un contexte de rationnement et de pénurie alimentaire, les archives révèlent que sur les 375 hommes et 95 femmes hébergés dans un château du XVIIIe siècle transformé en entrepôt de tabac, plus de 300 meurent du froid, de la faim, et des maladies. Ils sont enterrés dans des fosses communes, pratique inconnue du dépôt de mendicité ou de la maison de retraite.

#### L'après-guerre
L'établissement, comme le château, se remettent difficilement des dégâts matériels et humains occasionnés par les guerres. De 1 800 pensionnaires en 1913, le château n'en accueille plus que 400 au début des années 1950 et 74 en 2012. En 1961, l'établissement est placé sous la tutelle de l'Assistance publique et dépend de 1972 à 2014 du Centre d'action sociale de la Ville de Paris (CASVP) en tant qu'EHPAD « François Ier ». Il s'agit du seul établissement d'hébergement pour personnes âgées dépendantes (EHPAD) public en France spécialisé dans l'accueil de sans-abri âgés.
Bien qu'ayant participé à défigurer la demeure royale, l'administration parisienne a aussi garanti sa conservation jusqu'à nos jours. Le délabrement du château (classé aux monuments historiques depuis 1997) résulte essentiellement de la suroccupation des locaux au début du siècle ainsi que des dégâts occasionnés par les guerres mondiales.
Dans une revue de la préfecture de Police de 1935 consacrée à la maison de retraite, Renée Caillet résume les liens étroits qui unissent les résidents à la bâtisse : « ainsi survit le château de François Ier, il ne connait plus les fastes et les splendeurs de jadis, mais sa gloire s'est magnifiée parce qu'il héberge une œuvre de bonté et de tendresse, et son charme est d'autant plus pénétrant qu'à la beauté des vieilles pierres s'ajoute toute la poésie du malheur. »
Le 20 mars 2018, le président de la République Emmanuel Macron annonce que la future « Cité de la Francophonie » sera installée dans le château de Villers-Cotterêts. Ce projet, dont l'ouverture d'un « musée de la Francophonie » a été annoncé pour l'horizon 2022, s'inscrit dans sa stratégie internationale de promotion du français à l'étranger. La « Cité internationale de la langue française » est inaugurée le 30 octobre 2023 par le président de la République, Emmanuel Macron. Prévue le 19 octobre 2023, l'inauguration a été reportée en raison des obsèques de M. Dominique Bernard, professeur de lettres, tué le 13 octobre 2023 dans l'attaque au couteau du lycée Gambetta d'Arras.

## Politique et administration

### Rattachements administratifs et électoraux

#### Rattachements administratifs
La commune se trouve dans l'arrondissement de Soissons du département de l'Aisne.
Elle était depuis 1793 le chef-lieu du canton de Villers-Cotterêts. Dans le cadre du redécoupage cantonal de 2014 en France, cette circonscription administrative territoriale a disparu, et le canton n'est plus qu'une circonscription électorale.

#### Rattachements électoraux
Pour les élections départementales, la commune est  depuis 2014 le bureau centralisateur d'un nouveau canton de Villers-Cotterêts
Pour l'élection des députés, elle fait partie de la cinquième circonscription de l'Aisne.

### Intercommunalité
Villeres-Cotterêts était membre de la communauté de communes Villers-Cotterêts - Forêt de Retz, un établissement public de coopération intercommunale (EPCI) à fiscalité propre créé fin 1999 et auquel la commune avait transféré un certain nombre de ses compétences, dans les conditions déterminées par le code général des collectivités territoriales.
Dans le cadre des dispositions de la loi portant nouvelle organisation territoriale de la République du 7 août 2015, qui prévoit que les établissements publics de coopération intercommunale (EPCI) à fiscalité propre doivent avoir un minimum de 15 000 habitants, cette intercommunalité a fusionné avec sa voisine pour former, le 1er janvier 2017, la communauté de communes Retz-en-Valois dont est désormais membre la commune.

### Élections municipales
Lors du premier tour des élections municipales de 2008, la ville voit s'affronter quatre listes :

- celle soutenue par le Front national, dont la tête de liste est Franck Briffaut ;

- celle soutenue par le Mouvement démocrate, dont la tête de liste est Renaud Belliere ;

- celle soutenue par le Parti socialiste et divers partis de gauche, dont la tête de liste est Jean-Claude Pruski ;

- celle Divers Droite, dont la tête de liste est Jean-Claude Gervais
Lors du second tour, la liste PS menée par Jean-Claude Pruski obtient la majorité des suffrages exprimés, avec 1 444 voix (20 conseillers élus), devançant de 81 voix celle menée par Jean-Claude Gervais obtient la majorité des suffrages exprimés, avec 1 363 voix (33,83 %, 20 conseillers municipaux élus), devançant de 81 voix celle DVD menée par Jean-Claude Gervais (1 363 voix, 5 conseillers municipaux élus).
La liste MODEM menée par le maire sortant Renaud Bellière a recueilli 714 voix (17,72 %) et celle FN menée par Franck Briffaut 508 voix (12,61 %).
Lors de ce scrutin, 36,03 % des électeurs se sont abstenus.
Lors du second tour des élections municipales de 2014, la liste FN menée par Franck Briffaut obtient la majorité des suffrages exprimés, avec 1 862 voix (41,53 	% , 24 conseillers municipaux élus dont 17 communautaires), devançant  de 308 voix celles menées respectivement par : 

- Jean-Claude Pruski, maire sortant (SE, 1 554 voix, 34,66 %, 5 conseillers municipaux élus dont 4 communautaires) ;

- Jean-Claude Gervais (DVD, 1 067 voix,	23,80 %, 4 conseillers municipaux dont 2 communautaires).

Lors de ce scrutin, 32,00 % des électeurs se sont abstenus
Lors du premier tour des élections municipales de 2020, la liste RN menée par le maire sortant Franck Briffaut obtient la majorité absolue des suffrages exprimés, avec 1 441 voix (53,46 %, 26 conseillers municipaux élus dont 18 communautaires), devançant très largement celles menées par : 

- Jeanne Doyez-Roussel (DVC, 769 voix, 28,53 %, 4 conseillers municipaux élus dont 3 communautaires) ; 

- Fabrice Dufour (DVD, 485 voix, 17,99 %, 3 conseillers municipaux élus dont 2 communautaires).

Lors de ce scrutin marqué par la pandémie de Covid-19 en France, 60,37 % des électeurs se sont abstenus.

### Récapitulatif de résultats électoraux récents
| Scrutin             | 1er tour | 1er tour | 1er tour | 1er tour | 1er tour | 1er tour | 1er tour | 1er tour | 1er tour | 1er tour  | 1er tour  | 1er tour  | 2d tour            | 2d tour            | 2d tour            | 2d tour            | 2d tour            | 2d tour            | 2d tour            | 2d tour            | 2d tour            |
| Scrutin             | 1er      | 1er      | %        | 2e       | 2e       | %        | 3e       | 3e       | %        | 4e        | 4e        | %         | 1er                | 1er                | %                  | 2e                 | 2e                 | %                  | 3e                 | 3e                 | %                  |
| ------------------- | -------- | -------- | -------- | -------- | -------- | -------- | -------- | -------- | -------- | --------- | --------- | --------- | ------------------ | ------------------ | ------------------ | ------------------ | ------------------ | ------------------ | ------------------ | ------------------ | ------------------ |
| Municipales 2014    |          | FN       | 32,04    |          | SE       | 22,15    |          | DVD      | 13,61    |           | DVD       | 13,41     |                    | FN                 | 41,53              |                    | SE                 | 34,66              |                    | DVD                | 23,80              |
| Européennes 2014    |          | FN       | 39,83    |          | UMP      | 16,91    |          | PS       | 11,91    |           | EELV      | 7,03      | Tour unique        | Tour unique        | Tour unique        | Tour unique        | Tour unique        | Tour unique        | Tour unique        | Tour unique        | Tour unique        |
| Régionales 2015     |          | FN       | 48,65    |          | UMP      | 23,38    |          | PS       | 12,57    |           | PCF       | 4,79      |                    | UMP                | 50,63              |                    | FN                 | 49,37              | Pas de 3e          | Pas de 3e          | Pas de 3e          |
| Présidentielle 2017 |          | FN       | 34,26    |          | LFI      | 19,95    |          | EM       | 18,34    |           | LR        | 14,33     |                    | LREM               | 50,18              |                    | FN                 | 49,82              | Pas de 3e          | Pas de 3e          | Pas de 3e          |
| Législatives 2017   |          | FN       | 31,99    |          | EM       | 30,88    |          | FI       | 12,87    |           | UDI       | 8,99      |                    | LREM               | 52,32              |                    | FN                 | 47,68              | Pas de 3e          | Pas de 3e          | Pas de 3e          |
| Européennes 2019    |          | RN       | 38,49    |          | LREM     | 16,05    |          | EELV     | 9,36     |           | FI        | 6,73      | Tour unique        | Tour unique        | Tour unique        | Tour unique        | Tour unique        | Tour unique        | Tour unique        | Tour unique        | Tour unique        |
| Municipales 2020    |          | RN       | 53,46    |          | DVC      | 28,53    |          | SE       | 17,99    | Pas de 4e | Pas de 4e | Pas de 4e | Pas de second tour | Pas de second tour | Pas de second tour | Pas de second tour | Pas de second tour | Pas de second tour | Pas de second tour | Pas de second tour | Pas de second tour |

### Liste des maires
| Période                                  | Période                        | Identité                    | Étiquette         | Qualité |
| ---------------------------------------- | ------------------------------ | --------------------------- | ----------------- | --- |
| Les données manquantes sont à compléter. |                                |                             |                   | |
| 1855                                     | 1867                           | Jean François Léon Senart   |                   | Notaire |
|                                          |                                | Pierre Alexandre Henry Guay | Droite            | Conseiller général de Villers-Cotterêts (1871 → 1877) |
|                                          |                                | Jules Besnard               | Républicain       | Conseiller général de Villers-Cotterêts (1877 → 1878) |
| 1882                                     | 1884                           | Jean François Léon Senart   |                   | Notaire |
|                                          |                                | Paul Grévin                 | Droite            | Magistrat Conseiller général de Villers-Cotterêts (1893 → 1901) |
|                                          |                                | M. Brassart                 | Libéral           | Médecin Conseiller général de Villers-Cotterêts (1909 → 1913) |
| 1919                                     | 1929                           | Henri Mouflier,             | RG                | Médecin Conseiller général de Villers-Cotterêts (1913 → 1932) |
|                                          |                                | Rémi Baraquin               | Rad.              | Conseiller général de Villers-Cotterêts (1932→ 1942) |
|                                          |                                | Maurice Fasquelle           |                   | Nommé conseiller départemental en 1943 |
| Les données manquantes sont à compléter. |                                |                             |                   | |
| 1954                                     | 1989                           | Charles Baur,               | SFIO puis UDF-PSD | Chef d'entreprise Conseiller régional de Picardie (1976 → 1978 et 1985 → 2004) Président du conseil régional de Picardie (1976 → 1978 et 1985 → 2004) Conseiller général de Villers-Cotterêts (1958→ 1976) Député européen (1986 → 1993) |
| 1989                                     | mars 2001                      | Georges Bouaziz             | PS                | Médecin Conseiller général de Villers-Cotterêts (1988 → 2001) Député suppléant de Bernard Lefranc |
| mars 2001                                | mars 2008                      | Renaud Bellière             | UDF puis MoDem    | Architecte |
| mars 2008                                | mars 2014                      | Jean-Claude Pruski          | PS                | Journaliste, député suppléant de Jacques Krabal (2012-2017) |
| mars 2014,                               | En cours (au 25 novembre 2022) | Franck Briffaut             | FN → RN           | Conducteur de travaux (génie militaire) Vice-président de la CC Communauté de communes Retz-en-Valois (2017 → ) Conseiller départemental de Villers-Cotterêts (2015 → 2021) Réélu pour le mandat 2020-2026                               |

## Équipements et services publics

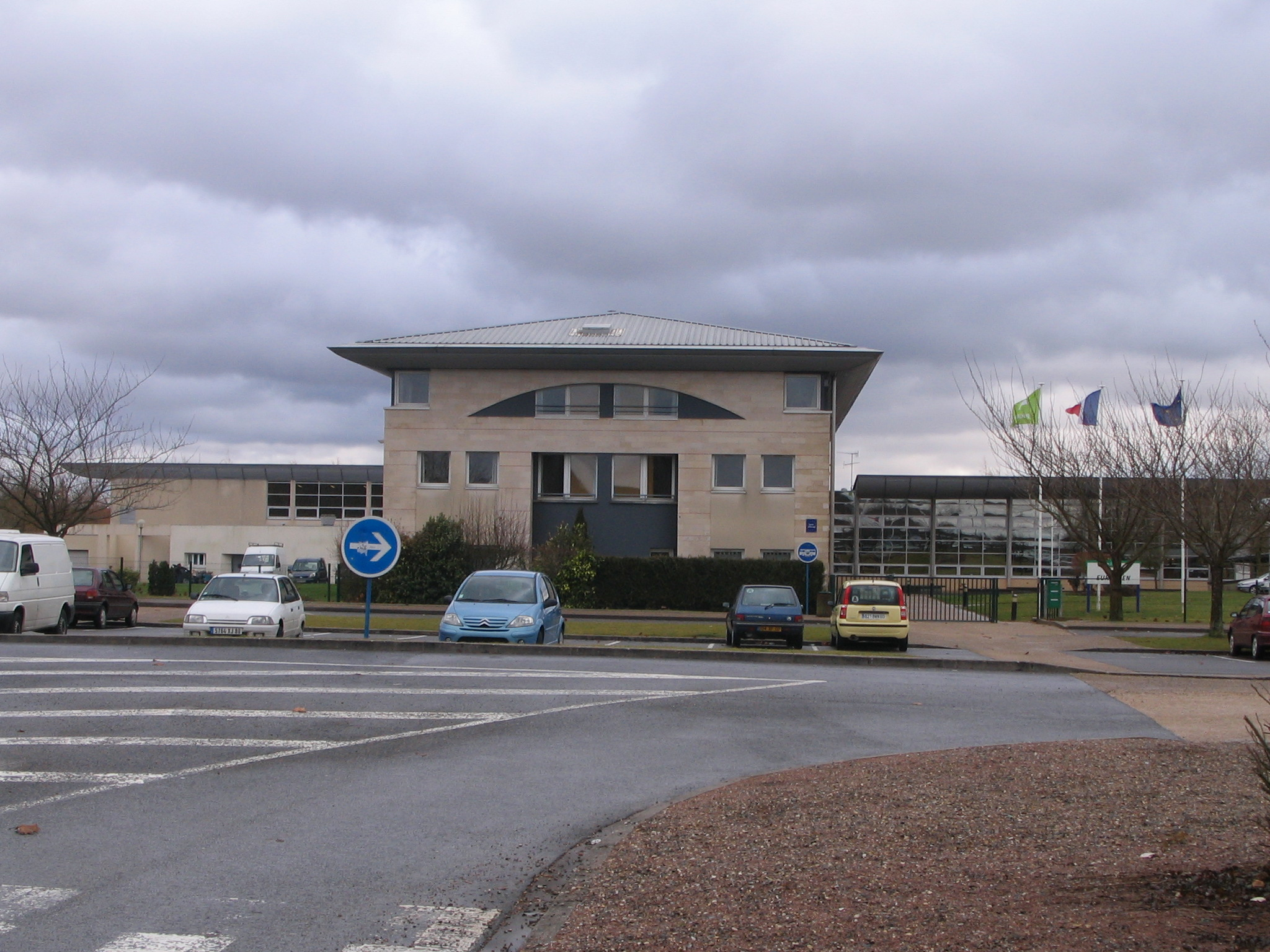
Le lycée européen.

### Éducation
La ville dispose de deux écoles élémentaires (école élémentaire Moncond'huy , école élémentaire Léo Lagrange).
La ville dispose de deux collèges publics (collège François 1er, collège Max Dussuchal).
La ville dispose d'un lycée européen. Il propose une section d'anglais niveau européen et dépend de l'Académie d'Amiens.

## Population et société

### Démographie
L'évolution du nombre d'habitants est connue à travers les recensements de la population effectués dans la commune depuis 1793. Pour les communes de plus de 10 000 habitants les recensements ont lieu chaque année à la suite d'une enquête par sondage auprès d'un échantillon d'adresses représentant 8 % de leurs logements, contrairement aux autres communes qui ont un recensement réel tous les cinq ans,.

En 2022, la commune comptait 10 376 habitants, en évolution de −2,97 % par rapport à 2016 (Aisne : −1,97 %, France hors Mayotte : +2,11 %).
| 1793  | 1800  | 1806  | 1821  | 1831  | 1836  | 1841  | 1846  | 1851  |
| ----- | ----- | ----- | ----- | ----- | ----- | ----- | ----- | ----- |
| 2 400 | 2 327 | 2 273 | 2 543 | 2 688 | 2 692 | 3 481 | 3 465 | 3 602 |

| 1856  | 1861  | 1866  | 1872  | 1876  | 1881  | 1886  | 1891  | 1896  |
| ----- | ----- | ----- | ----- | ----- | ----- | ----- | ----- | ----- |
| 2 609 | 2 764 | 3 396 | 3 119 | 3 206 | 3 811 | 3 790 | 4 582 | 4 772 |

| 1901  | 1906  | 1911  | 1921  | 1926  | 1931  | 1936  | 1946  | 1954  |
| ----- | ----- | ----- | ----- | ----- | ----- | ----- | ----- | ----- |
| 4 981 | 5 381 | 5 654 | 4 208 | 4 610 | 4 612 | 5 070 | 3 607 | 3 917 |

| 1962  | 1968  | 1975  | 1982  | 1990  | 1999  | 2006   | 2011   | 2016   |
| ----- | ----- | ----- | ----- | ----- | ----- | ------ | ------ | ------ |
| 5 489 | 6 313 | 8 949 | 8 380 | 8 867 | 9 839 | 10 128 | 10 411 | 10 694 |

| 2021   | 2022   | - | - | - | - | - | - | - |
| ------ | ------ | - | - | - | - | - | - | - |
| 10 454 | 10 376 | - | - | - | - | - | - | - |

### Pyramide des âges
En 2021, le taux de personnes d'un âge inférieur à 30 ans s'élève à 36,4 %, soit au-dessus de la moyenne départementale (34,5 %). À l'inverse, le taux de personnes d'âge supérieur à 60 ans est de 26,5 % la même année, alors qu'il est de 27,8 % au niveau départemental.
En 2021, la commune comptait 5 033 hommes pour 5 421 femmes, soit un taux de 51,86 % de femmes, légèrement supérieur au taux départemental (51,17 %).
Les pyramides des âges de la commune et du département s'établissent comme suit :
| Hommes | Classe d’âge | Femmes |
| ------ | ------------ | ------ |
| 0,5    | 90 ou +      | 1,9    |
| 6,8    | 75-89 ans    | 9,9    |
| 16,8   | 60-74 ans    | 16,7   |
| 21,0   | 45-59 ans    | 20,2   |
| 17,2   | 30-44 ans    | 16,2   |
| 20,0   | 15-29 ans    | 17,0   |
| 17,6   | 0-14 ans     | 18,1   |

| Hommes | Classe d’âge | Femmes |
| ------ | ------------ | ------ |
| 0,7    | 90 ou +      | 1,9    |
| 6,7    | 75-89 ans    | 9,5    |
| 18,1   | 60-74 ans    | 18,8   |
| 20,2   | 45-59 ans    | 19,6   |
| 18,1   | 30-44 ans    | 17,5   |
| 17,1   | 15-29 ans    | 15,2   |
| 19,2   | 0-14 ans     | 17,6   |

### Manifestations culturelles et festivités

#### Commémoration de l'abolition de l'esclavage et polémique de 2014
Depuis le 10 mai 2007, le préfet de l'Aisne et la municipalité de Villers-Cotterêts commémorent, tous les 10 mai, la journée de l'esclavage et de son abolition, devant une plaque apposée en 2006 à l'occasion du bicentenaire de la mort du général Dumas.
En 2014, le nouveau maire, Franck Briffaut, élu du Front national, a déclaré qu'il n'organisera pas cette commémoration, dénonçant en celle-ci une « auto culpabilisation permanente ». L'Association des Amis du général Dumas s'élève contre un choix « à connotation raciste ».

#### Sommet de la Francophonie
Le XIXe sommet de la francophonie se tiendra en 2024 au château de Villers-Cotterêts, à la Cité internationale de la langue française.

### Sports et loisirs
- Grand Prix de Villers-Cotterêts : course cycliste professionnelle

## Économie
Le siège de Volkswagen France se trouve à Villers-Cotterêts depuis 1958.
Le taux de chômage à Villers-Cotterêts s'élève à 18,5 % en 2023.

## Culture et patrimoine

### Lieux et monuments
- Château de Villers-Cotterêts et Cité internationale de la langue française : François Ier fit construire à partir de 1532[61], un nouveau château sur l'emplacement d'un précédent (XIIIe siècle ?). Ce château, où il signa probablement l'ordonnance généralisant l'usage du français, passa à la famille d'Orléans. Nationalisé au début du XIXe siècle, le château sert de dépôt de mendicité parisien avant de devenir, jusqu'en 2014, une maison de retraite appartenant à la Ville de Paris. Restauré à partir de 2018, le château accueille depuis 2023 la Cité internationale de la langue française.

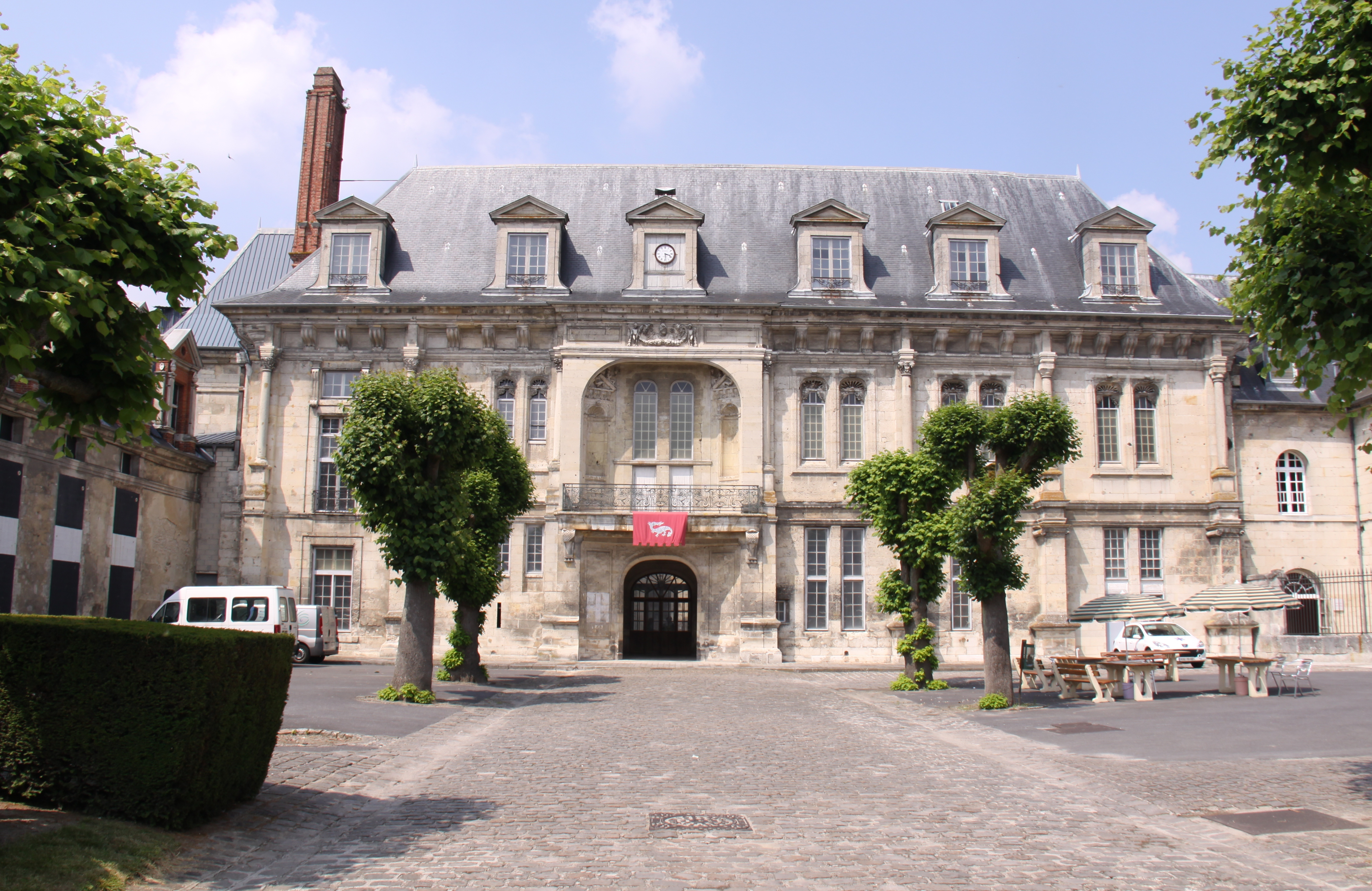
La cour intérieure du château de Villers-Cotterêts.
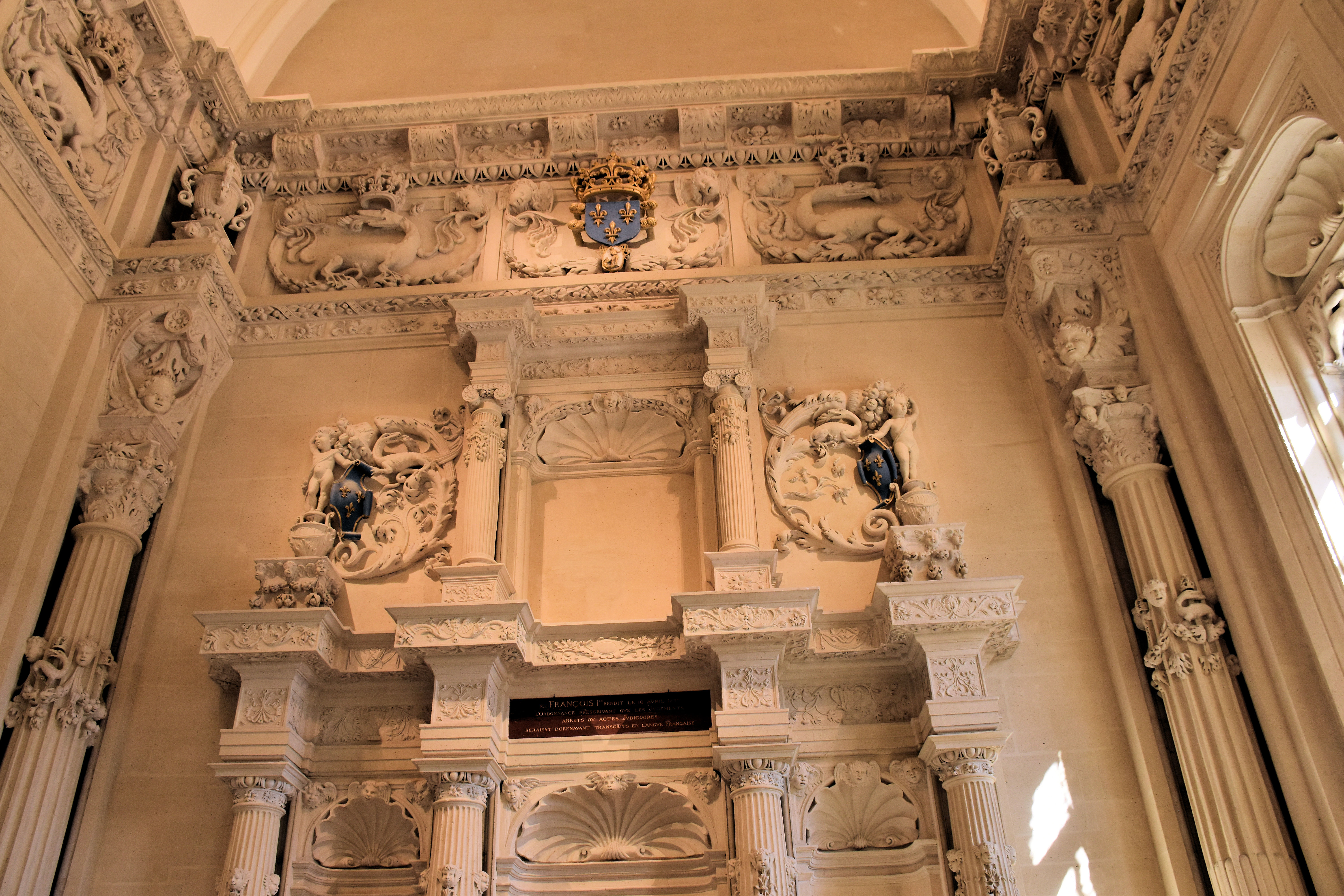
Chapelle du château.

- Château de Noüe (XVIe siècle).

Le château de Noüe
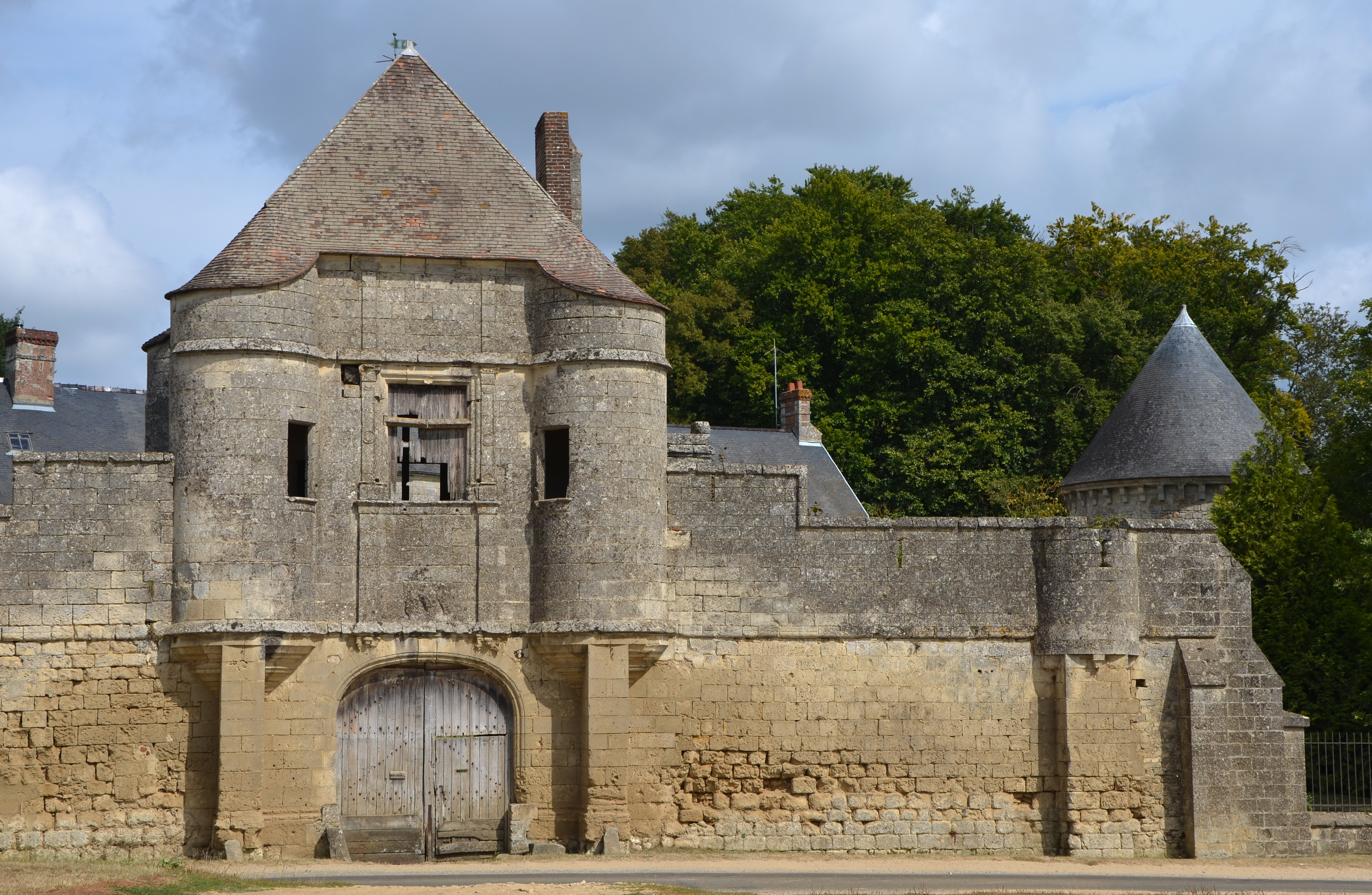
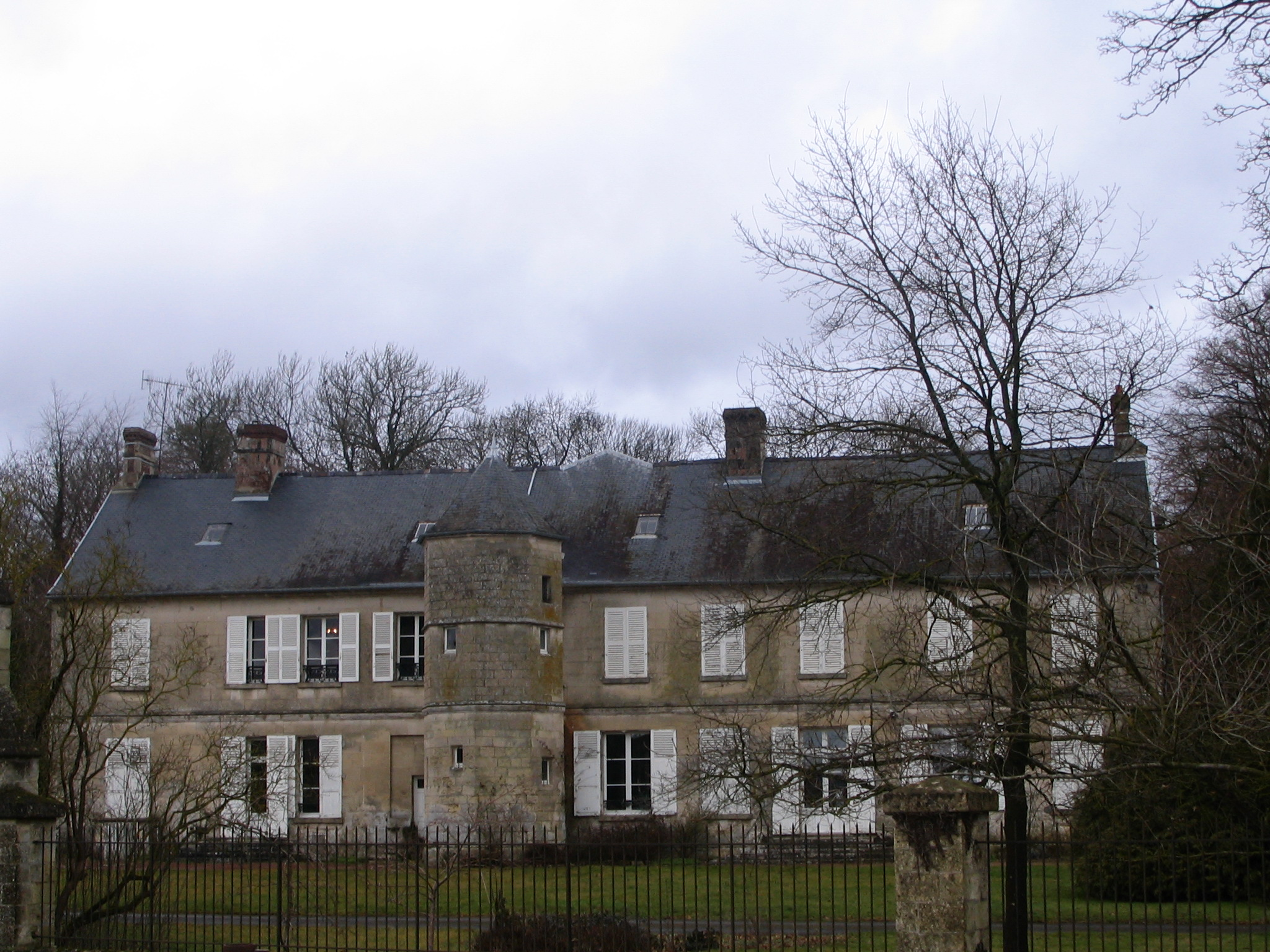
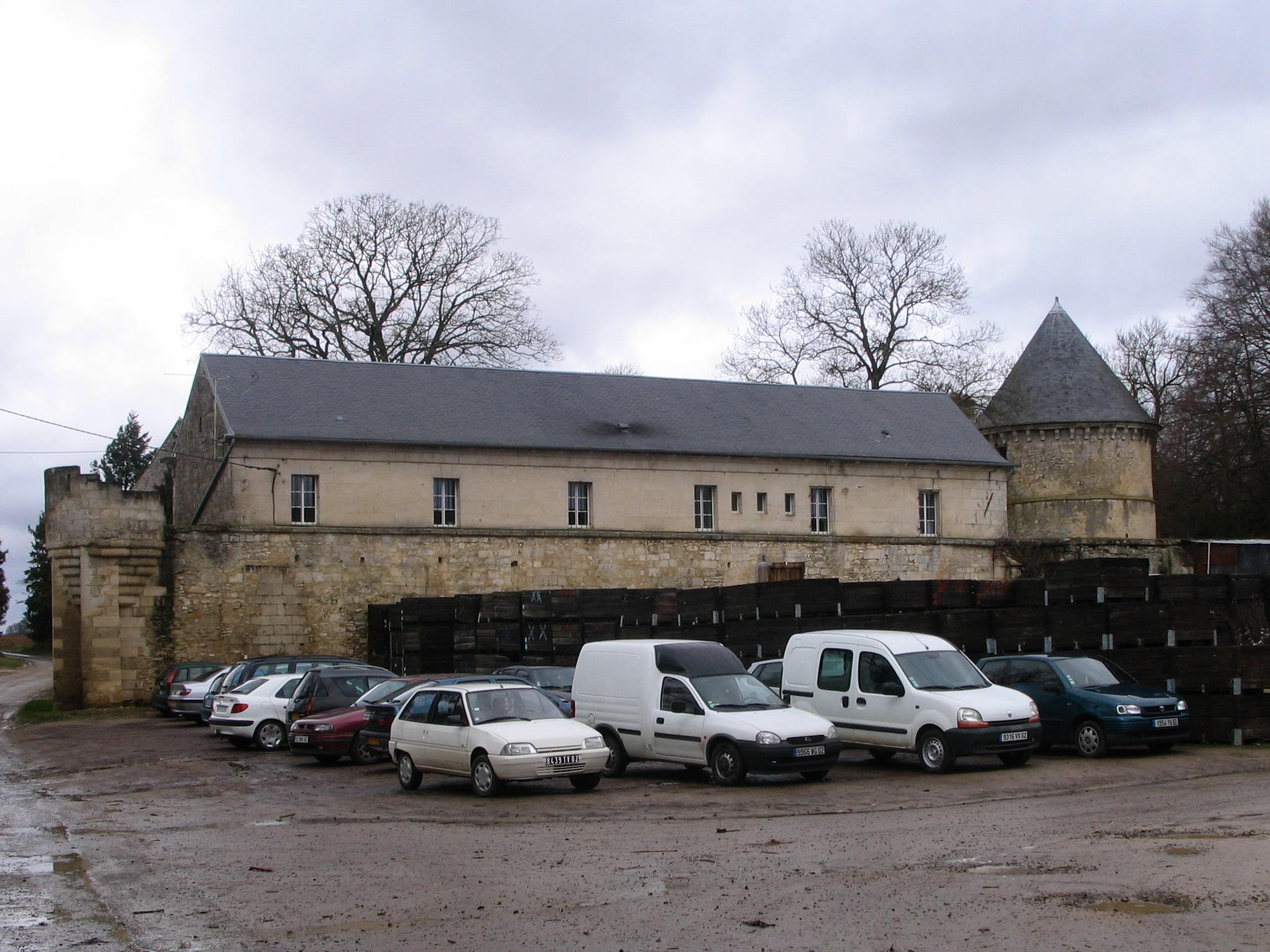

- Musée et maison natale d'Alexandre Dumas[62].

- La mairie, ancienne abbaye de Clairfontaine de l'ordre des Prémontrés[22].

- Pavillon Henri II : édifié à la fin du XVIe siècle,le pavillon est agrandi et redécoré par le duc d'Orléans (1756-1760). Alexandre Dumas a écrit dans ses mémoires[63] : « La maison de Monsieur Deviolaine[64] était un palais très apprécié par moi… ». En août 1843, le roi Louis-Philippe rachète le bâtiment.

Le pavillon Henri II
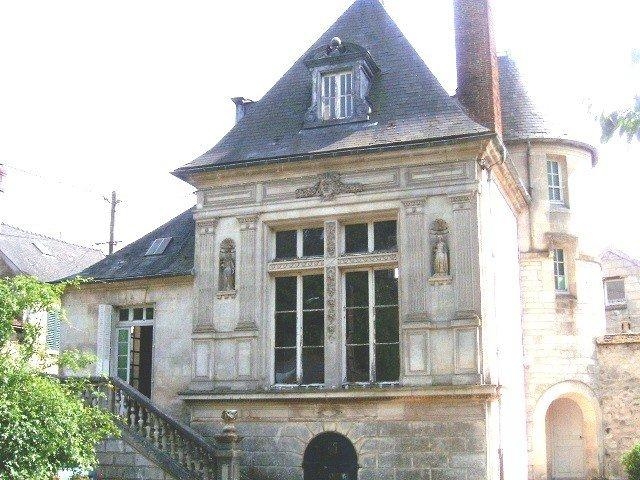
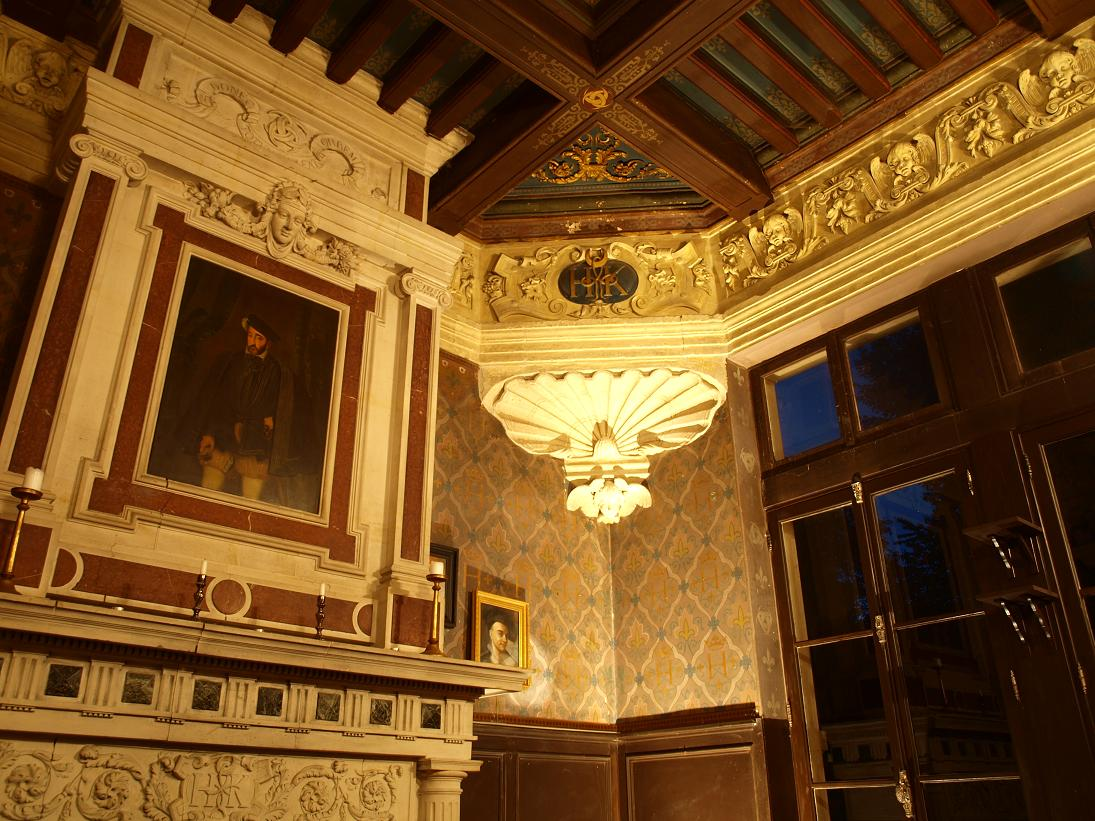
Le salon.

- Ancienne abbaye Saint-Remy et Saint-Georges de Villers-Cotterêts.

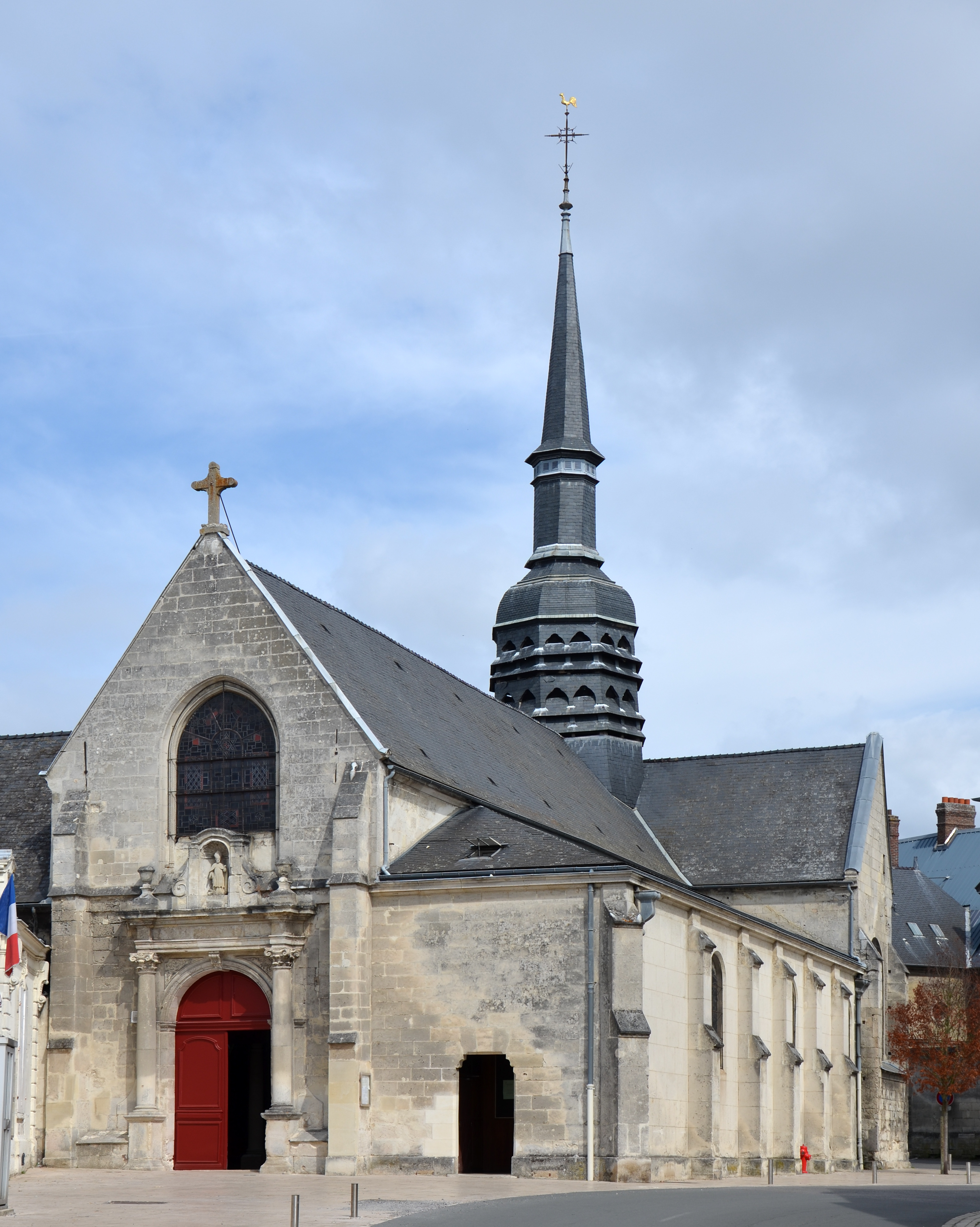
L'église Saint-Nicolas, accolée à la mairie.

- Église Saint-Nicolas : à l'intérieur de l'édifice, la base de la chaire représente saint Pierre en atlante[65].

- Nécropole nationale de Villers-Cotterêts.

La Nécropole nationale de Villers-Cotterêts
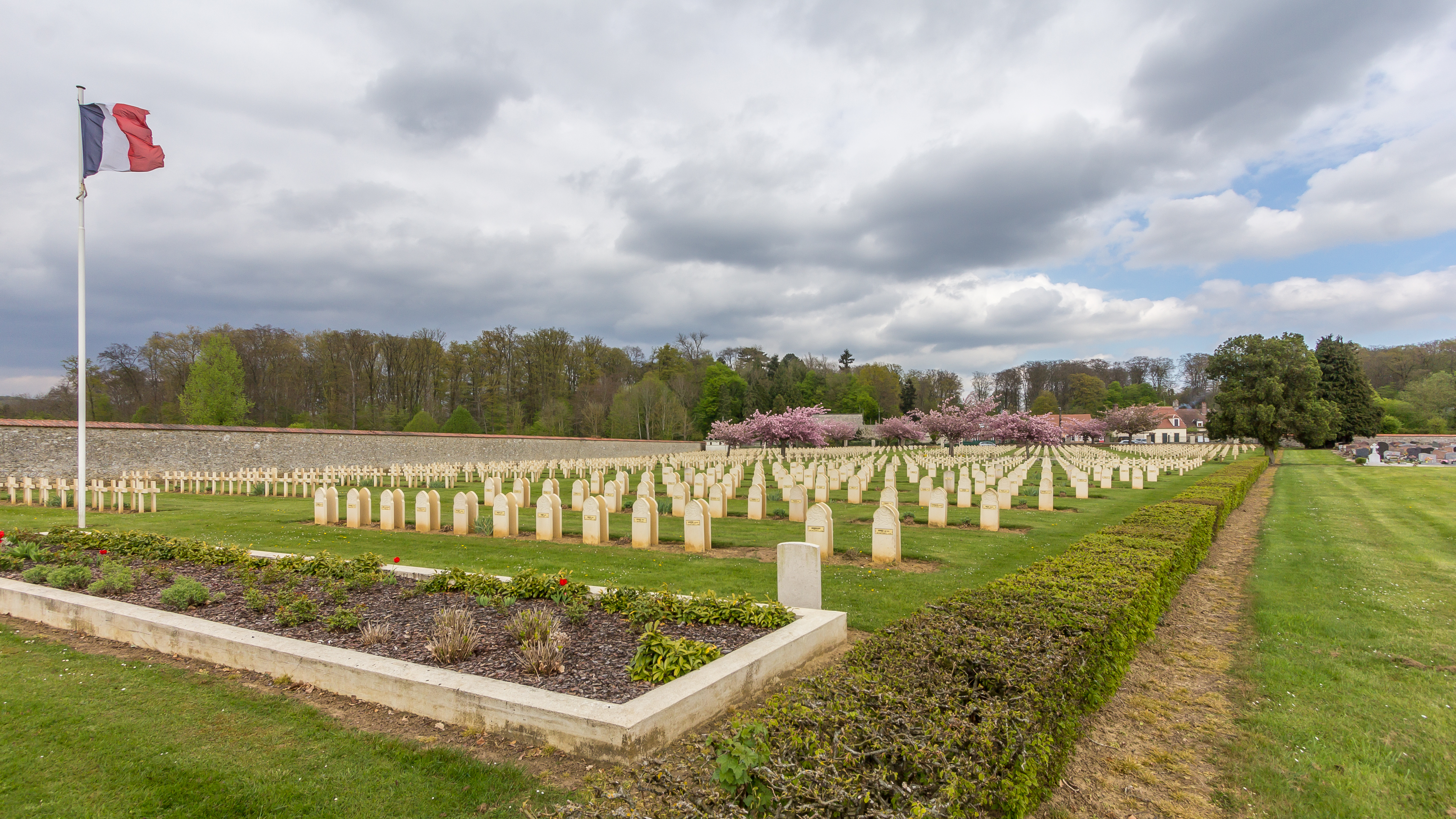
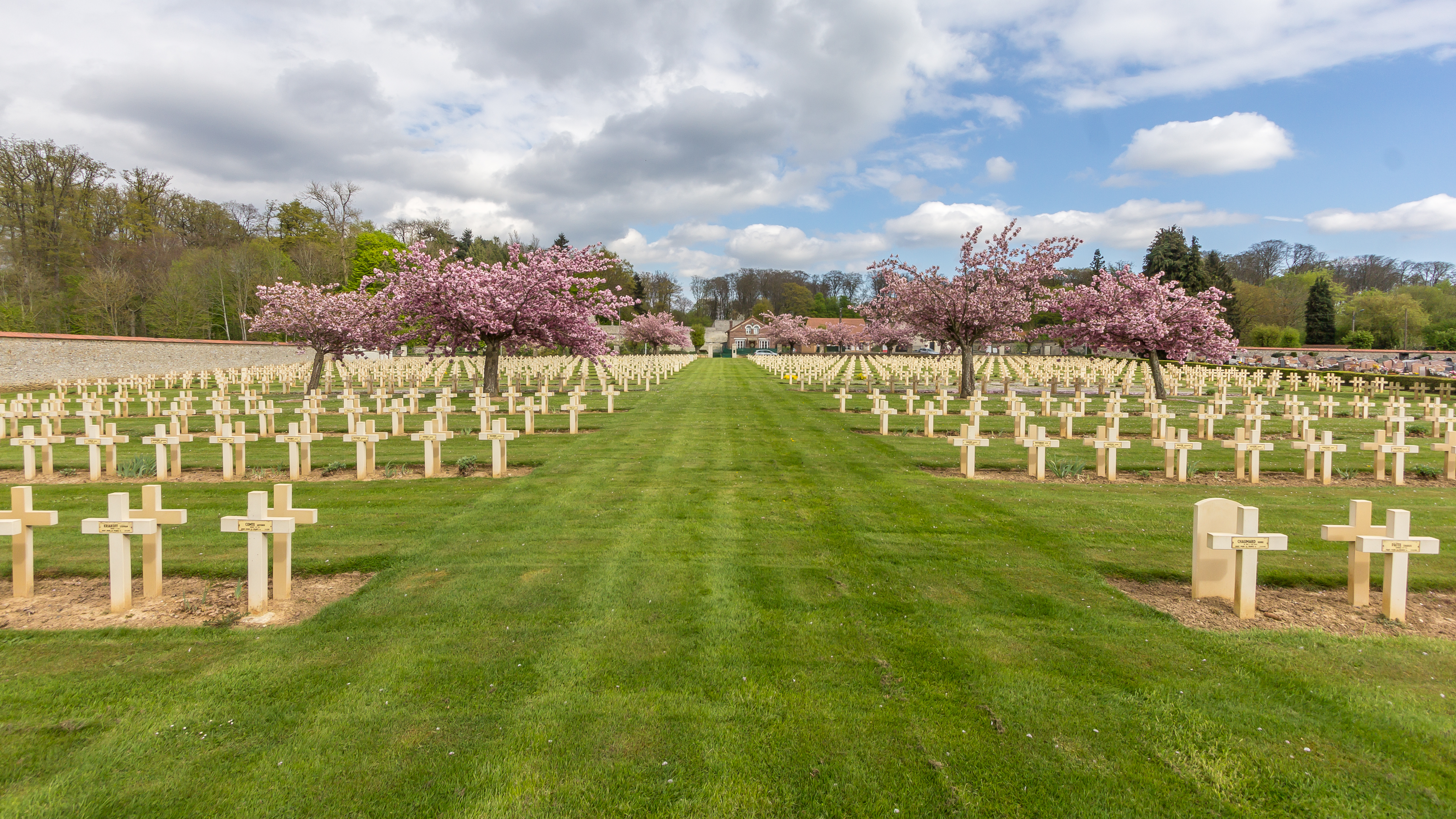
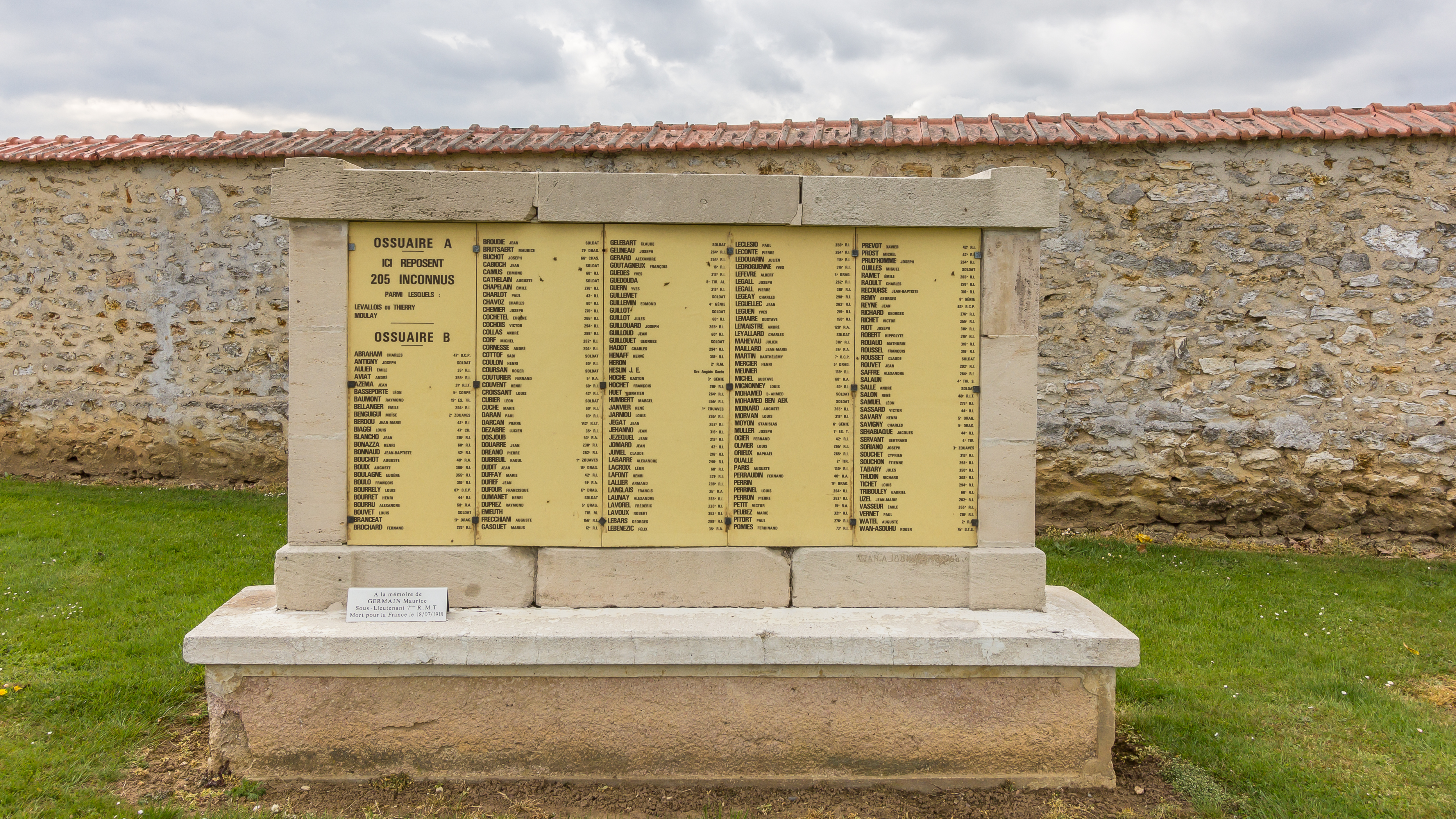
Stèle de l'ossuaire.

- Guard's Grave[66] ;

- Chartreuse de Bourgfontaine ;
- Musée Alexandre Dumas ;
- L'hôtellerie du Régent[67] ;
- La fontaine de la Coquille ;

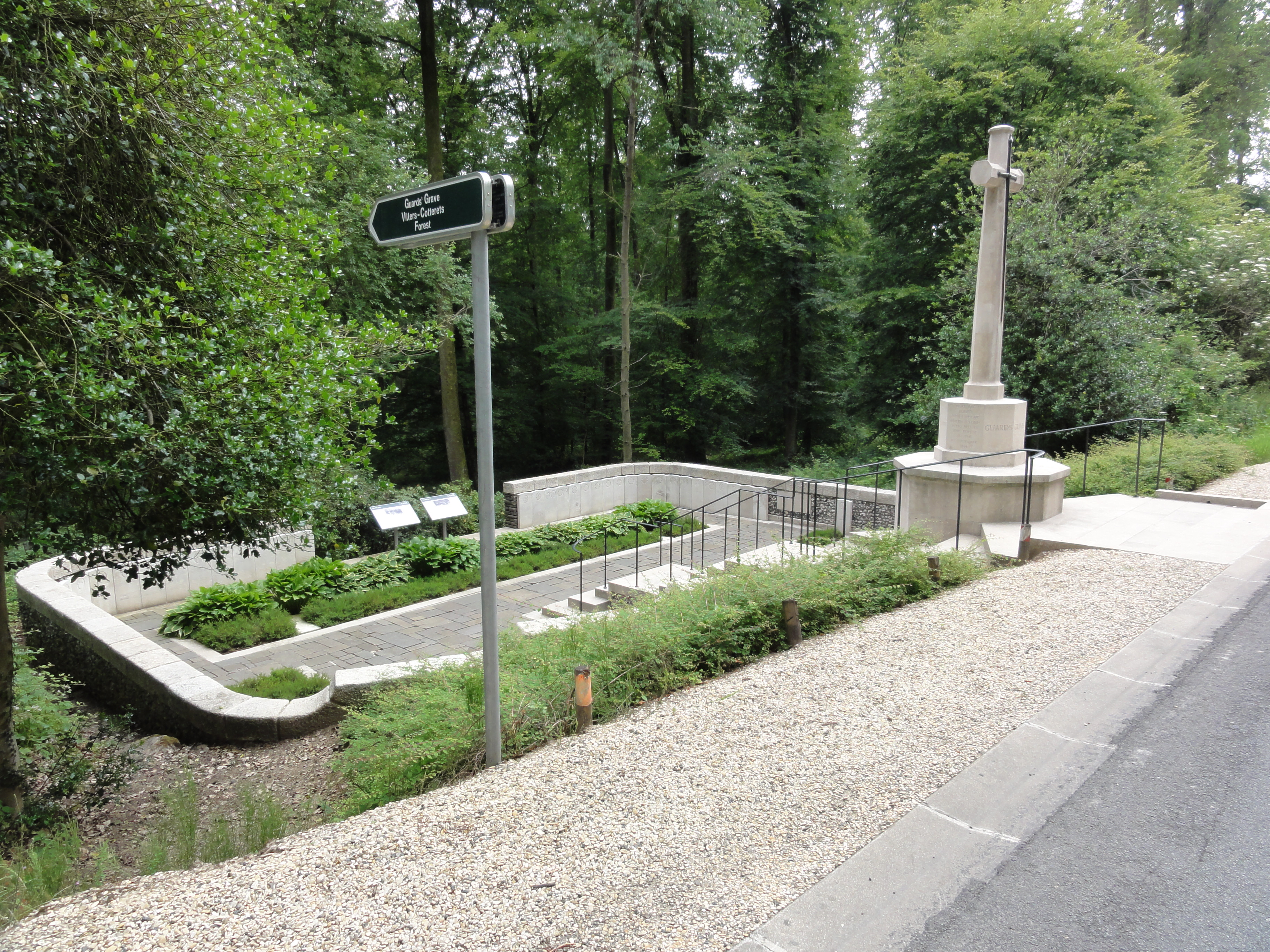
Guards' Grave en forêt de Retz.

- Regard Saint-Hubert  (ou Hermitage Saint-Hubert).

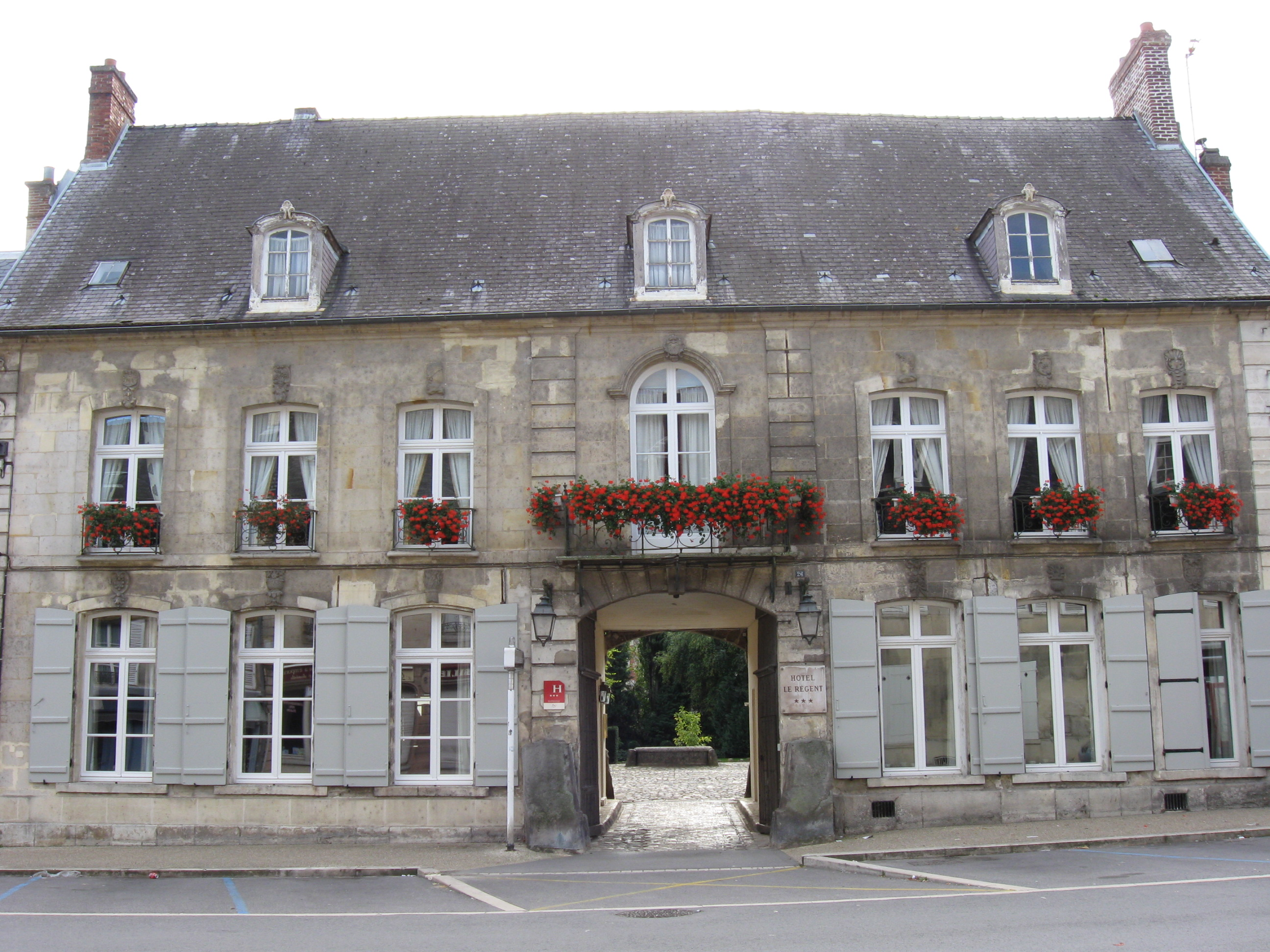
L'hôtellerie du Régent.
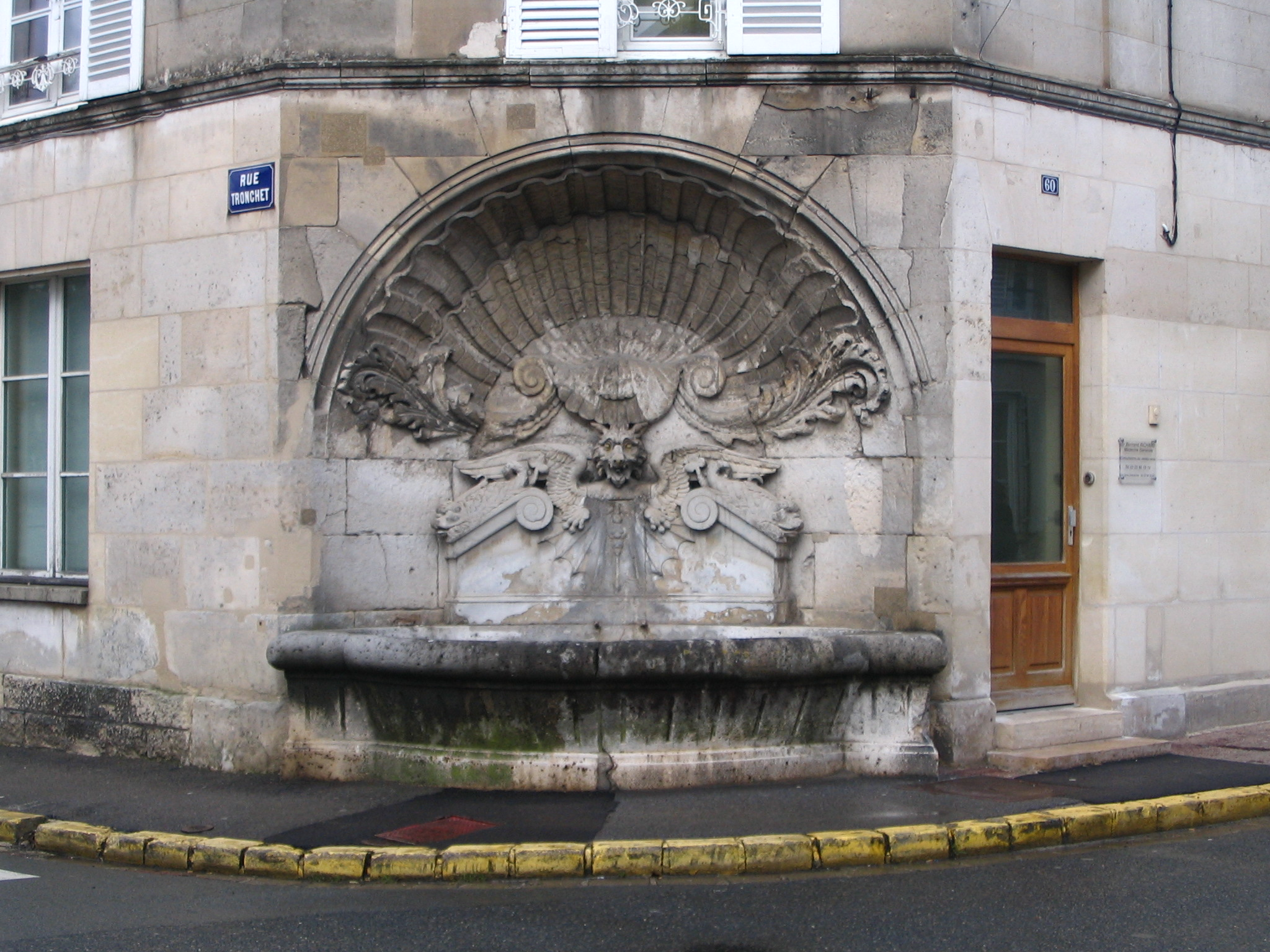
La fontaine de la Coquille.
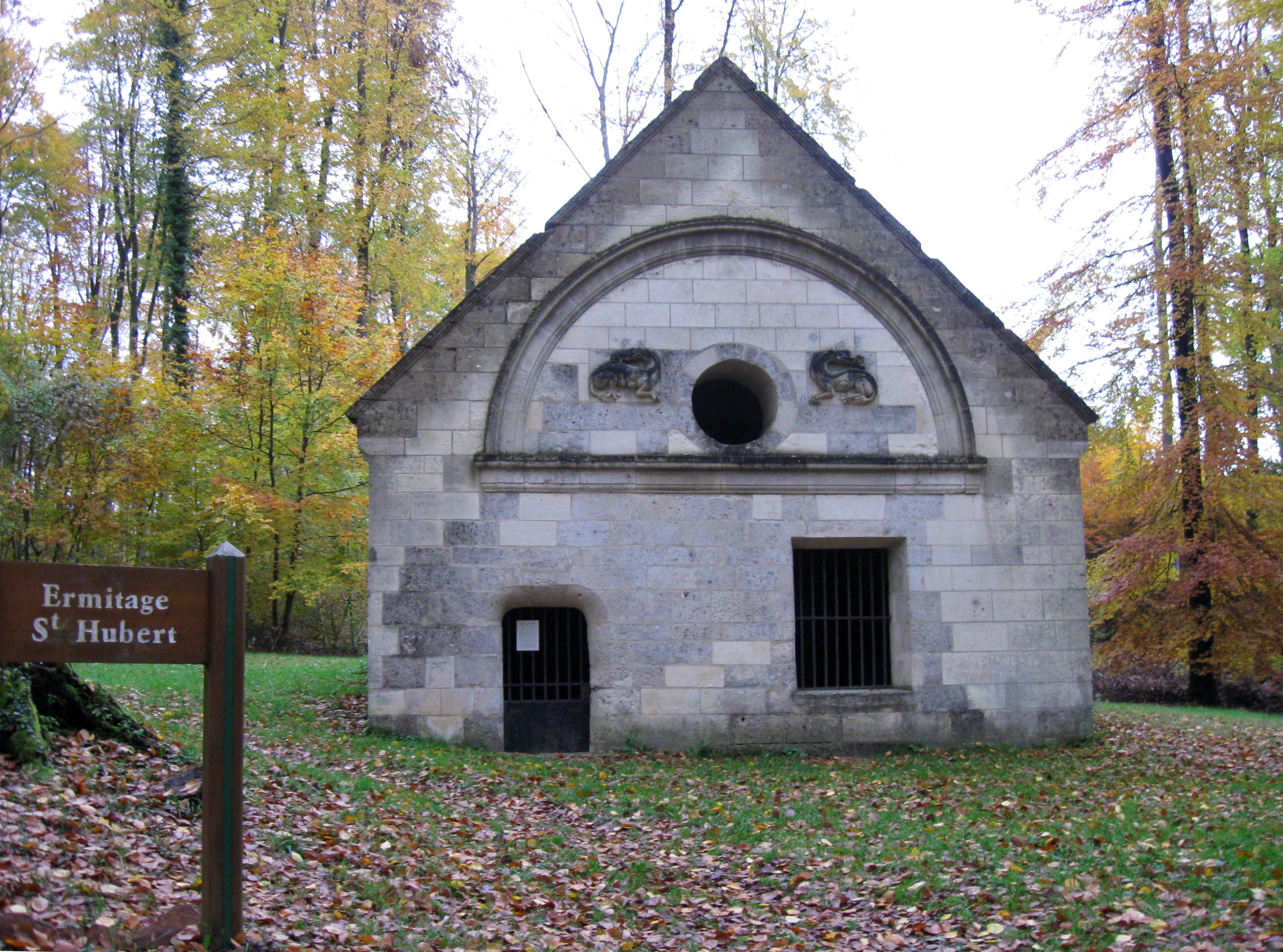
Le regard Saint-Hubert.

### Personnalités liées à la commune

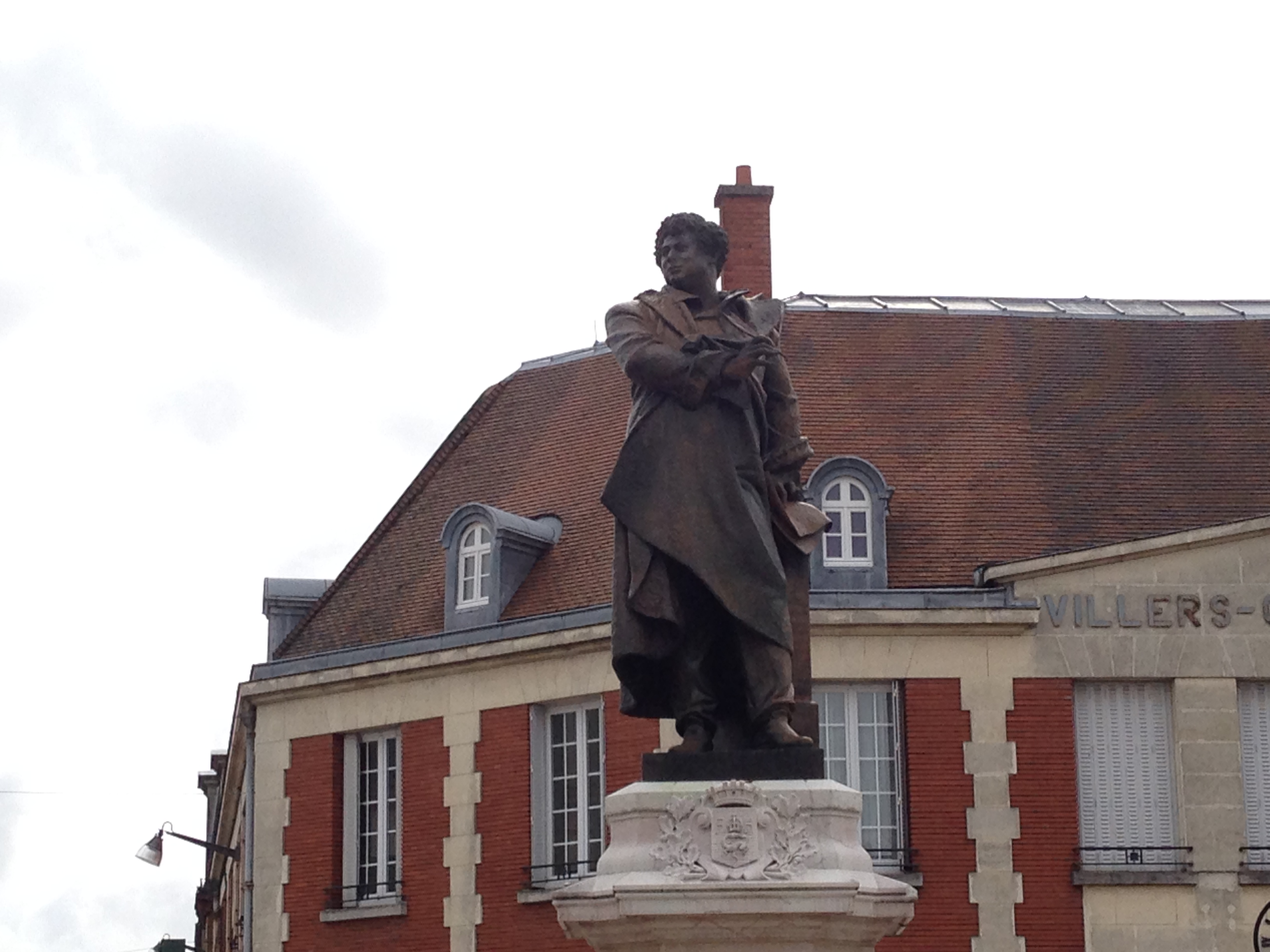
Statue d'Alexandre Dumas.

La ville a vu passer de nombreux personnalités historiques. Elle s'enorgueillit d'être le lieu de naissance du poète Charles-Albert Demoustier (1760) et, surtout, du plus populaire romancier du XIXe siècle, Alexandre Dumas (1802), l'auteur des Trois Mousquetaires.

#### Naissance à Villers-Cotterêts
- Jean-Baptiste Seroux d'Agincourt (1735-1817), général de brigade de la Révolution française.
- Charles-Albert Demoustier (1760-1801), né et mort à Villers-Cotterets, écrivain français[69].
- Hippolyte Mailly (1829-1888), dessinateur, caricature de presse et photographe, est né à Villers-Cotterêts où il a passé son enfance et sa jeunesse.
- Alexandre Dumas père (1802-1870), écrivain français.
- René Lucot (1908-2003), réalisateur et scénariste français.
- Philippe Devillers (1920-2016), journaliste et historien français.
- Yves Herbet (1945-2024), footballeur français.

#### Décès à Villers-Cotterêts
- Thomas Alexandre Dumas (1762-1806), dit le général Dumas, est un général de la Révolution française qui mourut à l'hôtel de l'Épée de Villers-Cotterêts. C'est le premier général de l'armée française ayant des origines afro-antillaises. L'écrivain Alexandre Dumas (père) est son fils.
- Vital Coulhon (1871-1914), sculpteur.
- Charles Walewski (1848-1916), officier, petit-fils de Napoléon Ier.

### Héraldique
| Blason de Villers-Cotterêts | Blason  | D'azur à la salamandre d'or, la tête contournée dans sa patience du même et crachant des flammes de gueules, surmontée d'une lettre capitale F couronnée d'or et accostée de deux monogrammes d'Henri II et de Catherine de Médicis (lettres H et K accolées) d'or. Ornements extérieursCroix de guerre 1914-1918 Devise / CriNutrisco et extinguo (Je nourris et j'éteins). |
| Blason de Villers-Cotterêts | Détails | Le port de salamandre et de la lettre F couronnée fut accordé par le roi François Ier en 1554 aux villes, bourgs, et résidences qu'il fit bâtir et agrandir. Les deux H (originellement, il s'agissait des deux lettres capitales H et K entrelacées, pour Henri II et Catherine de Médicis) figurent la continuation de son œuvre par son fils. La salamandre était l'emblème de François Ier. Plusieurs sources diffèrent quant à l'origine de la salamandre comme symbole dudit roi : une tradition voudrait que François ait reçu cet emblème de son précepteur, Artus de Boisy, qui avait observé dans son élève, « un tempérament plein de feu, capable de toutes les vertus, qu'il fallait tantôt aviver, tantôt amortir ». Mais c'est oublier qu'on trouve déjà une salamandre dans l'emblème du comte Jean d'Angoulême, frère cadet de Charles d'Orléans, et qu'un manuscrit exécuté pour Louise de Savoie en 1504, porte lui aussi une salamandre. La thèse selon laquelle l'animal fut apporté à François Ier par Léonard de Vinci est une version romancée. La salamandre, symbolise généralement le pouvoir sur le feu, donc sur les hommes et sur le monde. La devise Nutrisco & extinguo (« Je m'en nourris et je l'éteins »), qui accompagne parfois cet emblème, prend tout son sens lorsqu'on se réfère au pouvoir sur le feu. On la retrouve sur énormément de plafonds et de murs du château de Chambord et de celui de Fontainebleau, et sur les armes de la ville du Havre, sur celles de Vitry-le-François, sur celles de Romorantin-Lanthenay ainsi que sur le logo du département de Loir-et-Cher. Cet animal un peu magique est censé éteindre les mauvais feux et attiser les bons. Blason officiel. |